# Gran Hermano (Espanya)
Gran Hermano va ser un programa de telerealitat, produït per Zeppelin TV i emès a Espanya des del 23 d'abril de 2000 fins al 14 de desembre de 2017. Fins ara s'han emès totes dihuit edicions a Telecinco, que és la cadena que en té els drets d'emissió. Recull l'èxit d'un programa anglosaxó homònim anomenat Big Brother. Ja que els resultats en quant a audiència van ser exitosos, es van crear més versions del format, com Gran Hermano VIP (amb persones famoses) o Gran Hermano Dúo (en parella). El nom del programa ve de l'obra de George Orwell: la pantalla que vigila les cases a 1984 és anàloga a les càmeres que segueixen els concursants. Cal afegir que la primera gala de Gran Hermano 18, ha sigut la pitjor en tota la història d'aquest format, i a més, molta gent a Twitter crítica la retirada de l'opció "La Casa 24h" on els més fanàtics de GH gaudien veient als concursants i sobretot coneixien com eren ells de veritat. També s'han manifestat a Twitter amb dos hastags, #Sin24HNoHayGH i #DevoldedGH.
La emissió del programa va finalitzar degut a una polèmica d'abús sexual a una concursant en 2017, que va eixir a la llum dos anys després. Els patrocinadors van retirar les seues inversions, per lo que els ingressos del programa van disminuir. La problemàtica de l'acte va ser com se'l mostraren a la víctima, ja que no se li va oferir suport psicològic a l'hora de visionar les imatges, ja que ella es trobava inconscient després d'una festa. Una de les conseqüències va ser prohibir el consum de begudes alcohòliques als realities.

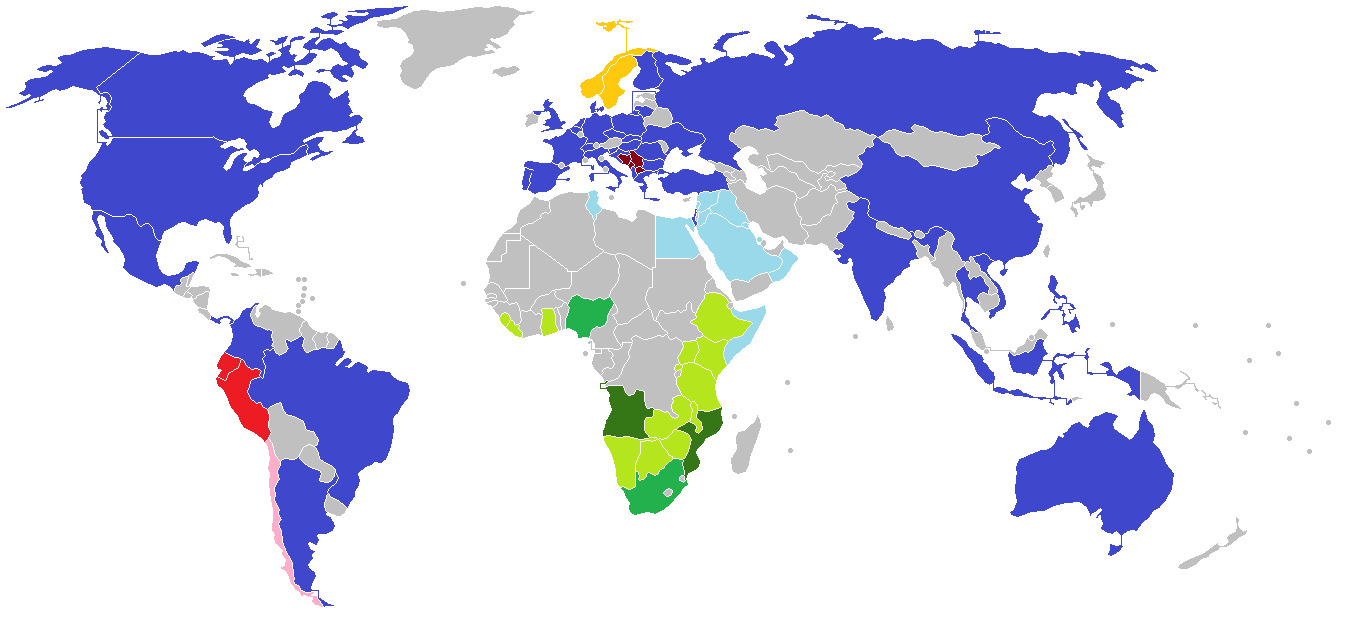
Gran Hermano i el món

## Gran Hermano 1 (2000)
La primera edició de Gran Hermano va començar el 23 d'abril de 2000. Va tenir una durada de 90 dies. Al concurs hi van entrar 10 concursants, però 4 d'ells van abandonar per motius diferents (dos d'ells perquè les seves parelles havien estat expulsades, altre per la gravetat de la malaltia del seu pare i l'última perquè una revista de tiratge nacional va difondre que havia exercit la prostitució), per aquesta raó van haver d'entrar a la casa el mateix nombre de reserves.
La primera casa del format va ser molt austera i es va situar a la població madrilenya de Soto del Real. El mobiliari era d'una coneguda marca de mobles. Hi havia 29 càmeres que vigilaven qualsevol moviment dels concursants.

### Concursants
| Concursant         | Lloc de residència | Edat    | Professió                        | Durada  | Informació                                      |
| ------------------ | ------------------ | ------- | -------------------------------- | ------- | ----------------------------------------------- |
| María José Galera  | Sevilla            | 32 anys | Cambrera                         | 11 dies | 1a expulsió                                     |
| Israel Pita        | Ourense            | 26 anys | Opositor a la Xunta de Galícia   | 25 dies | 2a expulsió                                     |
| Silvia Casado      | Màlaga             | 25 anys | Perruquera                       | 25 dies | Abandonament voluntari                          |
| Nacho Rodríguez    | Salamanca          | 28 anys | Metge                            | 28 dies | Abandonament voluntari                          |
| Jorge Berrocal     | Saragossa          | 25 anys | Militar                          | 29 dies | Abandonament voluntari                          |
| Vanesa Pascual     | Navarra            | 20 anys | Fornera i nedadora               | 39 dies | 3a expulsió                                     |
| Mónica Ruiz        | Illes Balears      | 25 anys | Hostessa marítima                | 13 dies | Entrada de substitució i abandonament voluntari |
| Marina Díez        | Madrid             | 23 anys | Teleoperadora                    | 53 dies | 4a expulsió                                     |
| Íñigo González     | Ceuta              | 23 anys | Estudiant                        | 36 dies | Entrada de substitució i 5a expulsió            |
| Mabel Garrido      | Conca              | 34 anys | Aux. d'infermeria                | 28 dies | Entrada de substitució i 6a expulsió            |
| Koldo Sagastizábal | Guipúscoa          | 21 anys | Estudiant de Ciències Polítiques | 57 dies | Entrada de substitució i 7a expulsió            |
| Iván Armesto       | Astúries           | 35 anys | Guía turístic                    | 90 dies | 3r Finalista                                    |
| Ania Iglesias      | Valladolid         | 29 anys | Estudiant de Relacions Laborals  | 90 dies | 2a Finalista                                    |
| Ismael Beiro       | Cadis              | 25 anys | Estudiant de Ciències Nàutiques  | 90 dies | Guanyador                                       |

### Nominacions i expulsions
|            | 1es Nominacions                     | 2es Nominacions                | 3es Nominacions                  | 4es Nominacions                 | 5es Nominacions               | 6es Nominacions                | 7es Nominacions               | FINAL                                                                     |
| ---------- | ----------------------------------- | ------------------------------ | -------------------------------- | ------------------------------- | ----------------------------- | ------------------------------ | ----------------------------- | ------------------------------------------------------------------------- |
| Ismael     | Marina, Iván                        | Israel, Silvia                 | Iván, Marina                     | Marina, Koldo                   | Koldo, Mabel                  | Koldo, Mabel                   | Koldo, Ania                   | Guanyador                                                                 |
| Ania       | María José, Vanesa                  | Iván, Vanessa                  | Iván, Ismael                     | Íñigo, Iván                     | Íñigo, Iván                   | Iván, Ismael                   | Iván, Ismael                  | Segon Lloc                                                                |
| Iván       | Marina, Ania                        | Israel, Silvia                 | Vanesa, Marina                   | Marina, Ismael                  | Ismael, Koldo                 | Ismael, Koldo                  | Ismael, Koldo                 | Tercer lloc                                                               |
| Koldo      | No estava a la casa                 | No estava a la casa            | No estava a la casa              | Ania, Íñigo                     | Mabel, Ania                   | Mabel, Ania                    | Ania, Iván                    | Expulsat (Dia 88)                                                         |
| Mabel      | No estava a la casa                 | No estava a la casa            | No estava a la casa              | No estava a la casa             | Ania, Íñigo                   | Ania, Iván                     | Expulsada (Dia 81)            | Expulsada (Dia 81)                                                        |
| Íñigo      | No estava a la casa                 | No estava a la casa            | No estava a la casa              | Iván, Ismael                    | Iván, Ismael                  | Expulsat (Dia 67)              | Expulsat (Dia 67)             | Expulsat (Dia 67)                                                         |
| Marina     | Ania, María José                    | Israel, Silvia                 | Ania, Vanesa                     | Koldo, Ania                     | Expulsada (Dia 53)            | Expulsada (Dia 53)             | Expulsada (Dia 53)            | Expulsada (Dia 53)                                                        |
| Mónica     | No estava a la casa                 | No estava a la casa            | No estava a la casa              | 2                               | Abandonà (Dia 45)             | Abandonà (Dia 45)              | Abandonà (Dia 45)             | Abandonà (Dia 45)                                                         |
| Vanesa     | Silvia, Jorge                       | Israel, Silvia                 | Ania, Ismael                     | Expulsada (Dia 39)              | Expulsada (Dia 39)            | Expulsada (Dia 39)             | Expulsada (Dia 39)            | Expulsada (Dia 39)                                                        |
| Jorge      | Israel, Ismael                      | Israel, Silvia                 | Abandonà (Dia 29)                | Abandonà (Dia 29)               | Abandonà (Dia 29)             | Abandonà (Dia 29)              | Abandonà (Dia 29)             | Abandonà (Dia 29)                                                         |
| Nacho      | Silvia, Jorge                       | Israel, Silvia                 | Abandonà (Dia 27)                | Abandonà (Dia 27)               | Abandonà (Dia 27)             | Abandonà (Dia 27)              | Abandonà (Dia 27)             | Abandonà (Dia 27)                                                         |
| Silvia     | Jorge, Israel                       | Iván, Vanesa                   | Abandonà (Dia 25)                | Abandonà (Dia 25)               | Abandonà (Dia 25)             | Abandonà (Dia 25)              | Abandonà (Dia 25)             | Abandonà (Dia 25)                                                         |
| Israel     | Ismael, Iván                        | Iván, Nacho                    | Expulsat (Dia 25)                | Expulsat (Dia 25)               | Expulsat (Dia 25)             | Expulsat (Dia 25)              | Expulsat (Dia 25)             | Expulsat (Dia 25)                                                         |
| María José | Vanesa, Nacho                       | Expulsada (Dia 11)             | Expulsada (Dia 11)               | Expulsada (Dia 11)              | Expulsada (Dia 11)            | Expulsada (Dia 11)             | Expulsada (Dia 11)            | Expulsada (Dia 11)                                                        |
| Notes      | 1                                   | -                              | 1                                | 1                               | 1                             | 1                              | 1                             | 1                                                                         |
| Nominats   | Tots                                | Israel, Silvia                 | Tots                             | Tots                            | Tots                          | Tots                           | Tots                          | Ania, Ismael, Iván                                                        |
| Eliminats  | María José 28.52% per ser expulsada | Israel 50.31% per ser expulsat | Vanessa 46.84% per ser expulsada | Marina 34.54% per ser expulsada | Íñigo 56.20% per ser expulsat | Mabel 61.86% per ser expulsada | Koldo 32.23% per ser expulsat | Iván 19.11% per guanyar Ania 39.47% per guanyar Ismael 41.42% per guanyar |

Nota 1:  Exceptuant les segones nominacions, tots els concursants van ser nominats sempre fent un pacte.

Nota 2:  La Mónica va abandonar abans de fer les seves primeres nominacions perquè una revista nacional havia difós que s'havia prostituït.

### Presentadors
Els presentadors d'aquesta primera edició van ser Mercedes Milà i Fernando Acaso. La primera té el paper de moderar les gales setmanals, mentre que ell és l'encarregat dels resums diaris i de rebre els concursants quan surten de la casa.

### Audiència
| Data       | Característiques programa                 | Espectadors | Share |
| ---------- | ----------------------------------------- | ----------- | ----- |
| 23/04/2000 | Presentació i entrada                     | 5.296.000   | 36,5% |
| 26/04/2000 | Nominació                                 | 5.859.000   | 33,4% |
| 03/05/2000 | Expulsió María José                       | 8.557.000   | 47,3% |
| 10/05/2000 | Nominació                                 | 8.273.000   | 46,0% |
| 17/05/2000 | Expulsió Israel / Abandonament Silvia     | 9.909.000   | 54,4% |
| 24/05/2000 | Nominació / Entrada Koldo, Íñigo i Mónica | 7.862.000   | 42,9% |
| 31/05/2000 | Expulsió Vanesa                           | 9.654.000   | 59,2% |
| 07/06/2000 | Nominació                                 | 9.224.000   | 57,7% |
| 14/06/2000 | Expulsió Marina / Entrada Mabel           | 9.340.000   | 56,8% |
| 21/06/2000 | Nominació                                 | 7.497.000   | 49,1% |
| 28/06/2000 | Expulsió Íñigo                            | 7.334.000   | 47,8% |
| 05/07/2000 | Nominació                                 | 7.486.000   | 54,0% |
| 12/07/2000 | Expulsió Mabel                            | 7.904.000   | 55,3% |
| 16/07/2000 | Nominació / Especial debat                | 4.196.000   | 51,6% |
| 19/07/2000 | Expulsió Koldo                            | 7.483.000   | 55,9% |
| 21/07/2000 | Final                                     | 9.105.000   | 70,8% |

Audiència mitjana: 7.811.000 (51,2%)

## Gran Hermano 2 (2001)
La segona edició de Gran Hermano va començar el 18 de març de 2001. Va tenir una durada de 101 dies. En el concurs van entrar 12 concursants, però un d'ells va ser obligat a abandonar el concurs per decisió de la direcció del programa, pel que va haver d'entrar un reserva per a la seva substitució. Els problemes de seguretat de la primera edició van dur a canviar la ubicació de la casa. Així que es va haver de construir una nova nau (aquesta ocasió en el municipi de Guadalix de la Sierra), però aquest any no va parar de ploure i els constructors es van trobar amb moltes dificultats en les obres, pel que la casa va ser pràcticament la mateixa. Es va introduir més color per a donar més alegria, es va ampliar el jardí (amb una sauna inclosa) i es millora la piscina.

### Concursants
| Concursant        | Lloc de residència | Edat    | Professió                      | Duració  | Informació                           |
| ----------------- | ------------------ | ------- | ------------------------------ | -------- | ------------------------------------ |
| Marta López       | Madrid             | 27 anys | Hostelera                      | 10 dies  | 1a expulsió                          |
| Carlos Navarro    | Barcelona          | 24 anys | Pastisser a l'atur             | 18 dies  | Abandonament forçat                  |
| Fayna Bethencourt | Las Palmas         | 22 anys | Guia turístic                  | 24 dies  | 2a expulsió                          |
| Roberto Cendrero  | Madrid             | 34 anys | Empresari                      | 14 dies  | Entrada de substitució i 3a expulsió |
| Karola Alonso     | La Rioja           | 24 anys | Teleoperadora                  | 52 dies  | 4a expulsió                          |
| Emilio Lozano     | Madrid             | 29 anys | Dependent                      | 66 dies  | 5a expulsió                          |
| Eva Paz           | Illes Balears      | 29 anys | Cambrera                       | 80 dies  | 6a expulsió                          |
| Alonso Jiménez    | Granada            | 25 anys | Patró de cabotatge             | 87 dies  | 7a expulsió                          |
| Kaiet López       | Biscaia            | 26 anys | Empresari                      | 94 dies  | 8a expulsió                          |
| Ángel Tous        | Alacant            | 24 anys | Estudiant de Criminologia      | 99 dies  | 9a expulsió                          |
| Mari Arrabal      | Cadis              | 27 anys | Venedora a domicili i cambrera | 101 dies | 3a Finalista                         |
| Fran García       | Badajoz            | 35 anys | Granger                        | 101 dies | 2n Finalista                         |
| Sabrina Mahí      | Màlaga             | 23 anys | Promotora                      | 101 dies | Guanyadora                           |

### Nominacions i expulsions
Els sistemes de nominació canvien: en lloc de 2 punts per repartir entre 2 persones (1 i 1), n'hi ha 6 a repartir entre tres (3, 2 i 1)
| Sabrina   | Fayna, Fran, Mari           | Carlos, Fayna, Fran         | Fran, Kaiet, Roberto            | Alonso, Kaiet, Karola                | Alonso, Emilio, Mari                        | Eva, Kaiet, Mari            | Alonso, Kaiet, Mari                | Ángel                       | Fran, Mari                    | Guanyadora (Dia 103)                                                    | Guanyadora (Dia 103)   | Guanyadora (Dia 103)   |                    |
| Fran      | Emilio, Eva, Mari           | Alonso, Fayna, Kaiet        | Ángel, Karola, Sabrina          | Kaiet, Karola, Mari                  | Ángel, Emilio, Sabrina                      | Eva, Kaiet, Mari            | Alonso, Ángel, Sabrina             | Kaiet                       | Ángel, Sabrina                | 2n Finalista (Dia 103)                                                  | 2n Finalista (Dia 103) | 2n Finalista (Dia 103) |                    |
| Mari      | Fayna, Fran, Sabrina        | Carlos, Fayna, Fran         | Fran, Kaiet, Roberto            | Fran, Kaiet, Sabrina                 | Fran, Kaiet, Sabrina                        | Fran, Kaiet, Sabrina        | Ángel, Kaiet, Sabrina              | Fran                        | Ángel, Sabrina                | 3ª Finalista (Dia 103)                                                  | 3ª Finalista (Dia 103) | 3ª Finalista (Dia 103) |                    |
| Ángel     | Alonso, Fran, Sabrina       | Carlos, Fayna, Fran         | Alonso, Fran, Roberto           | Alonso, Eva, Karola                  | Alonso, Emilio, Eva                         | Alonso, Eva, Mari           | Alonso, Fran, Mari                 | Sabrina                     | Fran, Mari                    | Eliminat (Dia 100)                                                      | Eliminat (Dia 100)     | Eliminat (Dia 100)     | Eliminat (Dia 100) |
| Kaiet     | Carlos, Fran, Marta         | Carlos, Fayna, Fran         | Emilio, Fran, Sabrina           | Alonso, Emilio, Mari                 | Emilio, Fran, Mari                          | Eva, Fran, Mari             | Fran, Mari, Sabrina                | Ángel                       | Eliminat (Dia 95)             | Eliminat (Dia 95)                                                       | Eliminat (Dia 95)      | Eliminat (Dia 95)      | Eliminat (Dia 95)  |
| Alonso    | Ángel, Carlos, Fayna        | Carlos, Emilio, Karola      | Emilio, Fran, Roberto           | Fran, Karola, Sabrina                | Ángel, Emilio, Fran                         | Ángel, Fran, Sabrina        | Ángel, Fran, Sabrina               | Eliminat (Dia 88)           | Eliminat (Dia 88)             | Eliminat (Dia 88)                                                       | Eliminat (Dia 88)      | Eliminat (Dia 88)      | Eliminat (Dia 88)  |
| Eva       | Fayna, Fran, Marta          | Carlos, Fayna, Fran         | Ángel, Fran, Roberto            | Fran, Kaiet, Sabrina                 | Fran, Kaiet, Sabrina                        | Alonso, Ángel, Kaiet        | Eliminada (Dia 81)                 | Eliminada (Dia 81)          | Eliminada (Dia 81)            | Eliminada (Dia 81)                                                      | Eliminada (Dia 81)     | Eliminada (Dia 81)     | Eliminada (Dia 81) |
| Emilio    | Alonso, Eva, Kaiet          | Ángel, Carols, Fayna        | Alonso, Ángel, Roberto          | Alonso, Ángel, Kaiet                 | Alonso, Ángel, Kaiet                        | Eliminat (Dia 67)           | Eliminat (Dia 67)                  | Eliminat (Dia 67)           | Eliminat (Dia 67)             | Eliminat (Dia 67)                                                       | Eliminat (Dia 67)      | Eliminat (Dia 67)      | Eliminat (Dia 67)  |
| Karola    | Eva, Fran, Marta            | Alonso, Carlos, Fran        | Ángel, Fran, Roberto            | Alonso, Fran, Sabrina                | Eliminada (Dia 53)                          | Eliminada (Dia 53)          | Eliminada (Dia 53)                 | Eliminada (Dia 53)          | Eliminada (Dia 53)            | Eliminada (Dia 53)                                                      | Eliminada (Dia 53)     | Eliminada (Dia 53)     |                    |
| Roberto   | No estava a la casa         | No estava a la casa         | Emilio, Eva, Karola             | Eliminat (Dia 39)                    | Eliminat (Dia 39)                           | Eliminat (Dia 39)           | Eliminat (Dia 39)                  | Eliminat (Dia 39)           | Eliminat (Dia 39)             | Eliminat (Dia 39)                                                       | Eliminat (Dia 39)      | Eliminat (Dia 39)      | Eliminat (Dia 39)  |
| Fayna     | Fran, Mari, Marta           | Alonso, Ángel, Mari         | Eliminada (Dia 25)              | Eliminada (Dia 25)                   | Eliminada (Dia 25)                          | Eliminada (Dia 25)          | Eliminada (Dia 25)                 | Eliminada (Dia 25)          | Eliminada (Dia 25)            | Eliminada (Dia 25)                                                      | Eliminada (Dia 25)     | Eliminada (Dia 25)     | Eliminada (Dia 25) |
| Carlos    | Alonso, Fran, Kaiet         | Alonso, Ángel, Kaiet        | Expulsat (Dia 19)               | Expulsat (Dia 19)                    | Expulsat (Dia 19)                           | Expulsat (Dia 19)           | Expulsat (Dia 19)                  | Expulsat (Dia 19)           | Expulsat (Dia 19)             | Expulsat (Dia 19)                                                       | Expulsat (Dia 19)      | Expulsat (Dia 19)      | Expulsat (Dia 19)  |
| Marta     | Carlos, Fayna, Kaiet        | Eliminada (Dia 11)          | Eliminada (Dia 11)              | Eliminada (Dia 11)                   | Eliminada (Dia 11)                          | Eliminada (Dia 11)          | Eliminada (Dia 11)                 | Eliminada (Dia 11)          | Eliminada (Dia 11)            | Eliminada (Dia 11)                                                      | Eliminada (Dia 11)     | Eliminada (Dia 11)     | Eliminada (Dia 11) |
| Notes     | -                           | 2                           | -                               | -                                    | -                                           | -                           | -                                  | 3                           | 4                             | -                                                                       |                        |                        |                    |
| Nominats  | Fanya, Fran, Marta          | Alonso, Fayna, Fran         | Ángel, Fran, Roberto            | Alonso, Fran, Kaiet, Karola, Sabrina | Alonso, Ángel, Emilio, Fran, Kaiet, Sabrina | Eva, Kaiet, Mari            | Alonso, Ángel, Fran, Mari, Sabrina | Fran, Kaiet, Mari, Sabrina  | Ángel, Fran, Mari, Sabrina    | Fran, Mari, Sabrina                                                     |                        |                        |                    |
| Expulsats | Marta 59% per ser expulsada | Fayna 74% per ser expulsada | Roberto 44.93% per ser expulsat | Karola 84.1% per ser expulsada       | Emilio 46.9% per ser expulsat               | Eva 66.4% per ser expulsada | Alonso 33.8% per ser expulsat      | Kaiet 65% per ser expulsada | Ángel 47.5% per ser expulsada | Mari 12.3% per guanyar Fran 37.9% per guanyar Sabrina 49.8% per guanyar |                        |                        |                    |

Nota 2:  Al dia 19 el Carlos va ser expulsat per la producció per uns suposats maltractaments a la Fayna. Com que en un principi estava nominat, la llista es va revisar i l'Alonso va pujar a la palestra. El Roberto va entrar com a reserva del Carlos.

Nota 3:  Aquesta setmana els concursants van nominar en positiu; és a dir, a qui volien que se salvés de l'expulsió. L'Ángel fou l'únic amb més d'un vot i se salvà de la nominació

Nota 4:  Els concursants van nominar a dues persones enlloc de tres.

### Presentadors
Els presentadors de la segona edició van tornar a ser Mercedes Milà i Fernando Acaso. La primera té el paper de moderar les gales setmanals, mentre que ell és l'encarregat dels resums diaris i de rebre els concursants quan surten de la casa.

### Audiència
| Data       | Característiques del programa    | Espectadors | Share |
| ---------- | -------------------------------- | ----------- | ----- |
| 18/03/2001 | Presentació i entrada            | 5.400.000   | 36,3% |
| 21/03/2001 | Nominació                        | 5.178.000   | 32,4% |
| 28/03/2001 | Expulsió Marta                   | 6.096.000   | 36,5% |
| 04/04/2001 | Nominació                        | 6.828.000   | 40,9% |
| 11/04/2001 | Expulsió Fayna / Entrada Roberto | 5.869.000   | 42,0% |
| 18/04/2001 | Nominació                        | 6.665.000   | 39,5% |
| 25/04/2001 | Expulsió Roberto                 | 6.578.000   | 39,9% |
| 02/05/2001 | Nominació                        | 7.027.000   | 41,9% |
| 09/05/2001 | Expulsió Karola                  | 6.940.000   | 42,1% |
| 16/05/2001 | Nominació                        | 6.061.000   | 36,3% |
| 23/05/2001 | Expulsió Emilio                  | 5.612.000   | 31,0% |
| 30/05/2001 | Nominació                        | 7.332.000   | 46,6% |
| 06/06/2001 | Expulsió Eva / Nominació         | 7.732.000   | 49,6% |
| 13/06/2001 | Expulsió Alonso / Nominació      | 6.968.000   | 45,6% |
| 20/06/2001 | Expulsió Kaiet / Nominació       | 7.488.000   | 48,8% |
| 25/06/2001 | Expulsió Ángel                   | 7.031.000   | 45,8% |
| 27/06/2001 | Final                            | 9.302.000   | 60,7% |

Audiència mitjana: 6.712.000 (42,1%)

## Gran Hermano 3 (2002)
La tercera edició de Gran Hermano va començar el 4 d'abril de 2002. Va tenir una durada de 101 dies. En el concurs van entrar 12 concursants, però un d'ells va abandonar per la greu malaltia del seu avi, pel que va haver d'entrar a la casa un reserva triat pel públic poques setmanes abans que finalitzés el concurs. La suite va ser una de les novetats, encara que l'habitació ja estava construïda des de l'anterior edició, ja que es va tenir por que baixés l'audiència i es va posar una altra habitació perquè cinc reserves visquessin allí. A més apareix una nova instal·lació com és la quadra i la ràdio on els concursants retransmetien cada nit un programa radiofònic diferent.

### Concursants
| Concursant        | Lloc de residència    | Edat    | Professió            | Duració  | Informació                           |
| ----------------- | --------------------- | ------- | -------------------- | -------- | ------------------------------------ |
| Noemí Ungría      | Barcelona             | 29 anys | Esteticista          | 7 dies   | 1a expulsió                          |
| Jacinto Garbayo   | Navarra               | 38 anys | Empresari            | 21 dies  | 2a expulsió                          |
| Raquel Morillas   | Madrid                | 26 anys | Soldadora i admin.   | 35 dies  | 3a expulsió                          |
| Ness Barreiro     | Alacant               | 24 anys | Stripper i empresari | 49 dies  | 4a expulsió                          |
| Elba Guallarte    | Barcelona             | 23 anys | Teleoperadora        | 63 dies  | 5a expulsió                          |
| Jorge Mozo        | Cadis                 | 26 anys | Tècnic frigorista    | 75 dies  | 6a expulsió                          |
| Óscar Muela       | Ciudad Real           | 28 anys | Advocat              | 82 dies  | Abandonament voluntari               |
| Candi López       | Granada               | 21 anys | Tècnic esportiu      | 84 dies  | 7a expulsió                          |
| Carolina González | Sta. Cruz de Tenerife | 26 anys | Assessora de bellesa | 91 dies  | 8a expulsió                          |
| Javier Estrada    | Barcelona             | 25 anys | Tennista             | 14 dies  | Entrada de substitució i 9a expulsió |
| Kiko Hernández    | Madrid                | 25 anys | Empresari            | 101 dies | 3r Finalista                         |
| Patricia Ledesma  | Sevilla               | 22 anys | Secretaria           | 101 dies | 2a Finalista                         |
| Javito García     | La Corunya            | 28 anys | Empresari            | 101 dies | Guanyador                            |

### Nominacions i expulsions
|              | #1                       | #2                            | #3                                   | #4                  | #5                                | #6                  | #7                  | #8                       | #9                     | Final                                        |
| ------------ | ------------------------ | ----------------------------- | ------------------------------------ | ------------------- | --------------------------------- | ------------------- | ------------------- | ------------------------ | ---------------------- | -------------------------------------------- |
| Javito       | Nominat                  | Nominat                       | Nominat                              | Salvat              | Nominat                           | Salvat              | Salvat              | Nominat                  | Nominat                | Guanyador                                    |
| Patricia     | Nominat                  | Salvada                       | Nominada                             | Nominada            | Nominada                          | Nominada            | Salvada             | Salvada                  | Salvada                | 2ª Finalista                                 |
| Kiko         | Salvat                   | Nominat                       | Nominat                              | Nominat             | Nominat                           | Nominat             | Nominat             | Nominat                  | Nominat                | 3º Finalista                                 |
| Javier       | No estava a la casa      | No estava a la casa           | No estava a la casa                  | No estava a la casa | No estava a la casa               | No estava a la casa | No estava a la casa | Nominat                  | Nominat                | Eliminat                                     |
| Carolina     | Nominada                 | Salvada                       | Salvada                              | Salvada             | Nominada                          | Nominada            | Nominada            | Nominada                 | Eliminada              | Eliminada                                    |
| Candi        | Salvada                  | Salvada                       | Salvada                              | Salvada             | Salvada                           | Salvada             | Nominada            | Eliminada                | Eliminada              | Eliminada                                    |
| Óscar        | Salvat                   | Salvat                        | Salvat                               | Salvat              | Salvat                            | Salvat              | Salvat              | Abandonament voluntari   | Abandonament voluntari | Abandonament voluntari                       |
| Jorge        | Salvat                   | Salvat                        | Salvat                               | Salvat              | Salvat                            | Nominat             | Eliminat            | Eliminat                 | Eliminat               | Eliminat                                     |
| Elba         | Salvada                  | Salvada                       | Salvada                              | Salvada             | Nominada                          | Eliminada           | Eliminada           | Eliminada                | Eliminada              | Eliminada                                    |
| Ness         | Nominat                  | Salvat                        | Nominat                              | Nominat             | Eliminat                          | Eliminat            | Eliminat            | Eliminat                 | Eliminat               | Eliminat                                     |
| Raquel       | Salvada                  | Salvada                       | Nominda                              | Eliminada           | Eliminada                         | Eliminada           | Eliminada           | Eliminada                | Eliminada              | Eliminada                                    |
| Jacinto      | Salvat                   | Nominat                       | Eliminat                             | Eliminat            | Eliminat                          | Eliminat            | Eliminat            | Eliminat                 | Eliminat               | Eliminat                                     |
| Noemí        | Nominada                 | Eliminada'                    | Eliminada'                           | Eliminada'          | Eliminada'                        | Eliminada'          | Eliminada'          | Eliminada'               | Eliminada'             | Eliminada'                                   |
| Eliminats    | Noemí Ungría 42%         | Jacinto Garbayo 40%           | Raquel Morillas 73%                  | Ness Barreiro 58%   | Elba Guallarte 48%                | Jorge Mozo 57%      | Candi López 47%     | Carolina González 46,8%  | Javier Estrada 60%     | Kiko Hernández 4,69% Patricia Ledesma 35,74% |
| No Eliminats | Carolina Ness Javito 58% | Elba Javito Kiko Patricia 60% | Kiko Javito Ness Raquel Patricia 27% | Kiko Patricia 42%   | Carolina Javito Kiko Patricia 52% | Carolina Kiko 43%   | Carolina Kiko 53%   | Javier Javito Kiko 53,2% | Javito Kiko 40%        | Javito García 59,57%                         |

Notes
1. ↑  Va abandonar per una greu malaltia del seu avi.

### Presentadors
Els presentadors de la tercera edició van ser Pepe Navarro i Paula Vázquez. El primer té el paper de moderar les gal·les setmanals, mentre que ella és l'encarregada dels resums diaris i de rebre els concursants quan surten de la casa.

### Audiència
| Data       | Característiques del programa                          | Espectadors | Share |
| ---------- | ------------------------------------------------------ | ----------- | ----- |
| 04/04/2002 | Presentació i entrada                                  | 6.596.000   | 38,8% |
| 08/04/2002 | Nominació                                              | 4.500.000   | 27,2% |
| 11/04/2002 | Expulsió Noemí                                         | 4.691.000   | 28,9% |
| 18/04/2002 | Nominació                                              | 4.969.000   | 31,3% |
| 25/04/2002 | Expulsió Jacinto                                       | 4.923.000   | 31,8% |
| 02/05/2002 | Nominació                                              | 5.207.000   | 33,0% |
| 09/05/2002 | Expulsió Raquel / Intercanvi Ness - Eduardo (BB Mèxic) | 5.887.000   | 35,6% |
| 16/05/2002 | Nominació                                              | 5.156.000   | 33,2% |
| 23/05/2002 | Expulsió Ness                                          | 5.872.000   | 36,1% |
| 30/05/2002 | Nominació                                              | 4.651.000   | 30,9% |
| 06/06/2002 | Expulsió Elba                                          | 5.205.000   | 32,7% |
| 13/06/2002 | Nominació                                              | 4.462.000   | 29,6% |
| 18/06/2002 | Expulsió Jorge / Nominació                             | 5.077.000   | 34,5% |
| 27/06/2002 | Expulsió Candi / Nominació / Entra Javier              | 4.943.000   | 33,8% |
| 04/07/2002 | Expulsió Carolina / Nominació                          | 4.966.000   | 37,0% |
| 11/07/2002 | Expulsió Javier                                        | 4.780.000   | 38,8% |
| 14/07/2002 | Final                                                  | 5.806.000   | 44,9% |

Audiència mitjana: 5.158.000 (34%)

## Gran Hermano 4 (2002-2003)
La quarta edició de Gran Hermano va començar tres mesos després de la fi de l'anterior temporada, el 6 d'octubre de 2002. Va tenir una durada de 101 dies. En el concurs van entrar 12 concursants, però un d'ells va abandonar perquè no encaixava en la casa, pel que va entrar una reserva per a substituir-la. Per primera vegada, la casa té dos pisos i s'opta per pujar el confessionari a la part de dalt. L'organització volia que quan sortissin d'allí se'ls veiés bé la cara. A més, es va ampliar la sortida i es va fer molt més espectacular. S'introduïxen acers, lluentors i els miralls es fan més profunds per a amagar les càmeres. Ja que va ser la primera edició que s'emetia durant la tardor i l'hivern, es va crear un pavelló i es va fer una piscina coberta.

### Concursants
| Concursant                  | Lloc de residència | Edat    | Professió                        | Duració  | Informació                           |
| --------------------------- | ------------------ | ------- | -------------------------------- | -------- | ------------------------------------ |
| María Moratilla             | Madrid             | 31 anys | Directora de marketing           | 4 dies   | Abandonament voluntari               |
| Sonia Arenas                | Granada            | 24 anys | Aux. de vol i model              | 11 dies  | 1a expulsió                          |
| Mario Arteaga               | Madrid             | 22 anys | Estudiant d'Empresarials         | 25 dies  | 2a expulsió                          |
| Anna Franco                 | Barcelona          | 20 anys | Estudiant de Ciències Polítiques | 28 dies  | Entrada de substitució i 3a expulsió |
| Judith Andreú               | Barcelona          | 29 anys | Secretària                       | 53 dies  | 4a expulsió                          |
| Gustavo Fernández (†)       | Biscaia            | 25 anys | Boxejador                        | 67 dies  | 5a expulsió                          |
| Rocío Rodríguez             | Màlaga             | 24 anys | Admin.                           | 81 dies  | 6a expulsió                          |
| Inma González               | Cadis              | 32 anys | Empresària                       | 88 dies  | 7a expulsió                          |
| Matías Fernández-Monteverde | Las Palmas         | 30 anys | Cambrer                          | 95 dies  | 8a expulsió                          |
| Nacho Utrera                | Illes Balears      | 25 anys | RR.PP.                           | 98 dies  | 9a expulsió                          |
| Rafa López                  | Zamora             | 24 anys | Seminarista i llibreter          | 102 dies | 3r Finalista                         |
| Désirée Albertalli          | La Corunya         | 25 anys | Infermera i cambrera             | 102 dies | 2a Finalista                         |
| Pedro Oliva                 | Saragossa          | 33 anys | Funcionari                       | 102 dies | Guanyador                            |

### Nominacions i expulsions
|              | #1                               | #2                                           | #3                                         | #4                      | #5                        | #6                                            | #7                              | #8                                  | #9                     | Final                                      |                        |
| ------------ | -------------------------------- | -------------------------------------------- | ------------------------------------------ | ----------------------- | ------------------------- | --------------------------------------------- | ------------------------------- | ----------------------------------- | ---------------------- | ------------------------------------------ | ---------------------- |
| Pedro Oliva  | Salvat                           | Salvat                                       | Nominat                                    | Salvat                  | Salvat                    | Nominat                                       | Nominat                         | Nominat                             | Nominat                | Guanyador                                  |                        |
| Désirée      | Salvada                          | Salvada                                      | Nominada                                   | Nominada                | Nominada                  | Nominada                                      | Nominada                        | Salvada                             | Salvada                | 2ª Finalista                               |                        |
| Rafa         | Nominat                          | Nominat                                      | Nominat                                    | Nominat                 | Salvat                    | Nominat                                       | Nominat                         | Nominat                             | Nominat                | 3º Finalista                               |                        |
| Nacho        | Salvat                           | Salvat                                       | Salvat                                     | Salvat                  | Nominat                   | Nominat                                       | Nominat                         | Salvat                              | Nominat                | Eliminat                                   |                        |
| Matías       | Salvat                           | Salvat                                       | Nominat                                    | Salvat                  | Salvat                    | Salvat                                        | Salvat                          | Nominat                             | Eliminat               | Eliminat                                   |                        |
| Inma         | Nominada                         | Salvada                                      | Salvada                                    | Salvada                 | Salvada                   | Salvada                                       | Nominada                        | Eliminada                           | Eliminada              | Eliminada                                  |                        |
| Rocío        | Nominada                         | Nominada                                     | Nominada                                   | Salvada                 | Salvada                   | Nominada                                      | Eliminada                       | Eliminada                           | Eliminada              | Eliminada                                  |                        |
| Gustavo      | Salvat                           | Salvat                                       | Salvat                                     | Salvat                  | Nominat                   | Eliminat                                      | Eliminat                        | Eliminat                            | Eliminat               | Eliminat                                   |                        |
| Judith       | Salvada                          | Nominada                                     | Nominada                                   | Nominada                | Eliminada                 | Eliminada                                     | Eliminada                       | Eliminada                           | Eliminada              | Eliminada                                  |                        |
| Anna         | No estava                        | Nominada                                     | Nominada                                   | Eliminada               | Eliminada                 | Eliminada                                     | Eliminada                       | Eliminada                           | Eliminada              | Eliminada                                  |                        |
| Mario        | Salvat                           | Nominat                                      | Eliminat                                   | Eliminat                | Eliminat                  | Eliminat                                      | Eliminat                        | Eliminat                            | Eliminat               | Eliminat                                   |                        |
| Sonia Arenas | Nominada                         | Eliminada                                    | Eliminada                                  | Eliminada               | Eliminada                 | Eliminada                                     | Eliminada                       | Eliminada                           | Eliminada              | Eliminada                                  |                        |
| María        | Salvat                           | Abandonament voluntari                       | Abandonament voluntari                     | Abandonament voluntari  | Abandonament voluntari    | Abandonament voluntari                        | Abandonament voluntari          | Abandonament voluntari              | Abandonament voluntari | Abandonament voluntari                     | Abandonament voluntari |
| Eliminats    | Sonia Arenas 52%                 | Mario Arteaga 38,6%                          | Anna Franco 29%                            | Judith Andreú 72,8%     | Gustavo Fernández 48,1%   | Rocío Rodríguez 52,1%                         | Inma González 77,48%            | Matías Fernández- Monteverde 66,36% | Nacho Utrera 47,5%     | Rafa López 15,8% Désirée Albertalli 37,67% |                        |
| No Eliminats | Rocío 32,6% Inma 10,4% Rafa 4,1% | Anna 35,4% Judith 12,7% Rocío 9,4% Rafa 3,8% | Désirée Judith Matías Pedro Rocío Rafa 71% | Désirée 18,8% Rafa 8,4% | Nacho 40,5% Désirée 11,4% | Nacho 33,1% Désirée 7,1% Rafa 3,1% Pedro 3,1% | Désirée Nacho Rafa Pedro 22,52% | Rafa 27,9% Pedro 5,8%               | Rafa 22,4% Pedro 21,3% | Pedro Oliva 46,53%                         |                        |

Notes
1. ↑  Va abandonar voluntariament el programa al quart dia d'entrar.

### Presentadors
Els presentadors d'aquesta quarta edició van ser Mercedes Milà, Jorge Fernández i Jesús Vázquez. Mercedes té el paper de moderar les gales setmanals, mentre que Jorge és l'encarregat dels resums diaris i de rebre els concursants quan surten de la casa i Jesús de presentar els debats dominicals.

### Audiència
| Data       | Característiques del programa | Espectadors | Share |
| ---------- | ----------------------------- | ----------- | ----- |
| 06/10/2002 | Presentació i entrada         | 5.108.000   | 33,5% |
| 10/10/2002 | Nominació / Abandona María    | 3.805.000   | 24,3% |
| 17/10/2002 | Expulsió Sonia / Entra Anna   | 4.689.000   | 30,1% |
| 24/10/2002 | Nominació                     | 4.255.000   | 26,9% |
| 31/10/2002 | Expulsió Mario                | 3.692.000   | 26,2% |
| 07/11/2002 | Nominació                     | 4.139.000   | 26,2% |
| 14/11/2002 | Expulsió Anna                 | 4.591.000   | 28,6% |
| 21/11/2002 | Nominació                     | 4.481.000   | 27,9% |
| 28/11/2002 | Expulsió Judith               | 4.569.000   | 28,8% |
| 05/12/2002 | Nominació                     | 3.903.000   | 25,4% |
| 12/12/2002 | Expulsió Gustavo              | 4.936.000   | 30,5% |
| 19/12/2002 | Nominació                     | 4.075.000   | 25,5% |
| 26/12/2002 | Expulsió Rocío / Nominació    | 4.541.000   | 29,2% |
| 02/01/2003 | Expulsió Inma / Nominació     | 5.375.000   | 33,9% |
| 09/01/2003 | Expulsió Matías / Nominació   | 5.281.000   | 32,3% |
| 12/01/2003 | Expulsió Nacho                | 5.242.000   | 31,1% |
| 16/01/2003 | Final                         | 6.289.000   | 38,5% |

Audiència mitjana: 4.645.000 (29,3%)

## Gran Hermano 5 (2003-2004)
La cinquena edició de Gran Hermano va començar el 21 de setembre de 2003. Va tenir una durada de 112 dies. En el concurs van entrar 13 concursants. Comença el concepte de casa-plató. La construcció ja no era una casa, sinó un plató que es va decorar com una casa. Els encarregats del programa van fer que tot fos més televisiu. Amb el mateix esquema de la quarta, es va folrar tot de plàstic. A més, s'introduïxen colors molt cridaners, com el vermell i blau brillant.

### Concursants
| Concursant            | Lloc de residència    | Edat    | Professió                | Durada   | Informació   |
| --------------------- | --------------------- | ------- | ------------------------ | -------- | ------------ |
| Aída Nízar            | Valladolid            | 28 anys | Estudiant de Dret        | 11 dies  | 1a expulsió  |
| Luhay Hamido          | Ceuta                 | 20 anys | Estudiant de Química     | 25 dies  | 2a expulsió  |
| Carla Pinto           | Pontevedra            | 23 anys | Aux. de clínica          | 39 dies  | 3a expulsió  |
| Bea Cárdenas          | Jaén                  | 25 anys | Ceramista                | 53 dies  | 4a expulsió  |
| Vanesa Galindo        | Alacant               | 23 anys | Dependenta               | 67 dies  | 5a expulsió  |
| Ramón Yáñez           | Astúries              | 31 anys | Tècnic d'energia eòlica  | 81 dies  | 6a expulsió  |
| Nico di Matteo        | Sta. Cruz de Tenerife | 32 anys | Agent immobiliari        | 88 dies  | 7a expulsió  |
| Laura Ureña           | Madrid                | 21 anys | Estudiant de Turisme     | 95 dies  | 8a expulsió  |
| Denís Castellón       | Pontevedra            | 29 anys | Comercial immobiliari    | 102 dies | 9a expulsió  |
| Ainhoa Pareja         | Madrid                | 23 anys | Teleoperadora i cambrera | 109 dies | 10a expulsió |
| Julián Mejías         | Tarragona             | 26 anys | Yesero                   | 112 dies | 3r Finalista |
| David Galiardo        | Biscaia               | 26 anys | Músic                    | 112 dies | 2n Finalista |
| Núria Yáñez (Fresita) | Salou                 | 31 anys | Recepcionista de càmping | 112 dies | Guanyadora   |

### Nominacions i expulsions
|              | #1                  | #2                | #3                       | #4                              | #5                                | #6                        | #7                                       | #8                              | #9                          | #10                     | Final                                    |
| ------------ | ------------------- | ----------------- | ------------------------ | ------------------------------- | --------------------------------- | ------------------------- | ---------------------------------------- | ------------------------------- | --------------------------- | ----------------------- | ---------------------------------------- |
| Núria        | Nominada            | Salvada           | Nominada                 | Nominada                        | Nominada                          | Salvada                   | Nominada                                 | Nominada                        | Salvada                     | Salvada                 | Guanyador                                |
| David        | Salvat              | Salvat            | Salvat                   | Nominat                         | Salvat                            | Nominat                   | Salvat                                   | Salvat                          | Salvat                      | Nominat                 | 2ª Finalista                             |
| Julián       | Salvat              | Nominat           | Salvat                   | Salvat                          | Salvat                            | Nominat                   | Nominat                                  | Nominat                         | Nominat                     | Nominat                 | 3º Finalista                             |
| Ainhoa       | Salvada             | Salvada           | Salvada                  | Nominada                        | Nominada                          | Salvada                   | Nominada                                 | Nominada                        | Nominada                    | Nominada                | Eliminada                                |
| Denís        | Salvat              | Salvat            | Salvat                   | Salvat                          | Salvat                            | Salvat                    | Salvat                                   | Nominat                         | Nominat                     | Eliminat                | Eliminat                                 |
| Laura        | Nominada            | Salvada           | Salvada                  | Salvada                         | Salvada                           | Salvada                   | Salvada                                  | Nominada                        | Eliminada                   | Eliminada               | Eliminada                                |
| Nicola       | Salvada             | Nominada          | Nominada                 | Nominada                        | Nominada                          | Nominada                  | Nominada                                 | Eliminada                       | Eliminada                   | Eliminada               | Eliminada                                |
| Ramón        | Salvat              | Salvat            | Salvat                   | Salvat                          | Salvat                            | Nominat                   | Eliminat                                 | Eliminat                        | Eliminat                    | Eliminat                | Eliminat                                 |
| Vanesa       | Salvada             | Salvada           | Salvada                  | Salvada                         | Nominada                          | Eliminada                 | Eliminada                                | Eliminada                       | Eliminada                   | Eliminada               | Eliminada                                |
| Bea          | Salvada             | Salvada           | Salvada                  | Nominada                        | Eliminada                         | Eliminada                 | Eliminada                                | Eliminada                       | Eliminada                   | Eliminada               | Eliminada                                |
| Carla        | Salvada             | Salvada           | Nominada                 | Eliminada                       | Eliminada                         | Eliminada                 | Eliminada                                | Eliminada                       | Eliminada                   | Eliminada               | Eliminada                                |
| Luhay        | Salvat              | Nominat           | Eliminat                 | Eliminat                        | Eliminat                          | Eliminat                  | Eliminat                                 | Eliminat                        | Eliminat                    | Eliminat                | Eliminat                                 |
| Aída         | Nominada            | Eliminada         | Eliminada                | Eliminada                       | Eliminada                         | Eliminada                 | Eliminada                                | Eliminada                       | Eliminada                   | Eliminada               | Eliminada                                |
| Eliminats    | Aída Nízar 60%      | Luhay Hamido 83%  | Carla Pinto 85%          | Bea Cárdenas 78,1%              | Vanesa Galindo 33,3%              | Ramón Yáñez 47,8%         | Nicola di Matteo 36,8%                   | Laura Ureña 65,1%               | Denís Castellón 44,2%       | Ainhoa Pareja 38,4%     | Julián Mejías 18,6% David Galiardo 27,6% |
| No Eliminats | Laura 28% Núria 12% | Julián Nicola 17% | Nicola 7,60% Núria 7,40% | Ainhoa David Nicola Núria 21,9% | Ainhoa 29,70% Nicola 29% Núria 8% | David Julian Nicola 52,2% | Ainhoa 30,30% Julian 19,40% Núria 13,50% | Ainhoa Denís Julián Núria 34,9% | Ainhoa 36,30% Julian 19,50% | Julián 36,30% David 25% | Núria Yáñez 53,8%                        |

### Presentadors
En aquesta cinquena edició de Gran Hermano Mercedes Milà va tornar a presentar les gales setmanals. Jorge Fernández va ser l'encarregat d'esperar al concursant que sortís de la casa en ser expulsat. Els resums diaris eren presentats per Carolina Ferre i els debats dominicals eren presentats per Jesús Vázquez.

### Audiència
| Data       | Característiques programa   | Espectadors | Share |
| ---------- | --------------------------- | ----------- | ----- |
| 21/09/2003 | Presentació i entrada       | 3.852.000   | 26,9% |
| 25/09/2003 | Nominació                   | 4.056.000   | 26,9% |
| 02/10/2003 | Expulsió Aída               | 4.504.000   | 29,0% |
| 09/10/2003 | Nominació                   | 4.087.000   | 27,1% |
| 16/10/2003 | Expulsió Luhay              | 4.011.000   | 25,1% |
| 23/10/2003 | Nominació                   | 3.944.000   | 24,3% |
| 30/10/2003 | Expulsió Carla              | 4.460.000   | 27,8% |
| 06/11/2003 | Nominació                   | 4.248.000   | 27,1% |
| 13/11/2003 | Expulsió Bea                | 4.255.000   | 26,1% |
| 20/11/2003 | Nominació                   | 4.204.000   | 26,4% |
| 27/11/2003 | Expulsió Vanessa            | 4.543.000   | 28,4% |
| 04/12/2003 | Nominació                   | 4.202.000   | 26,7% |
| 11/12/2003 | Expulsió Ramón / Nominació  | 4.202.000   | 26,7% |
| 18/12/2003 | Expulsió Nicola / Nominació | 4.385.000   | 28%   |
| 25/12/2003 | Expulsió Laura / Nominació  | 3.450.000   | 22,9% |
| 01/01/2004 | Expulsió Denís / Nominació  | 3.685.000   | 23,6% |
| 08/01/2004 | Expulsió Ainhoa             | 4.618.000   | 29,5% |
| 11/01/2004 | Final                       | 5.850.000   | 35,6% |

Audiència mitjana: 4.267.000 (27,10%)

## Gran Hermano 6 (2004)
La sisena edició de Gran Hermano va començar el 5 de setembre de 2004. Va tenir una durada de 109 dies. En el concurs van entrar 13 concursants, però 3 d'ells van abandonar per motius diferents (la primera perquè es va trobar a la casa amb el seu exnuvi i l'exúvia d'ell, i els altres dos perquè no van aguantar la pressió del concurs), pel que van haver d'entrar a la casa el mateix nombre de reserves. Els encarregats del concurs es van adonar que les proves de pati era molt importants i que en altres països succeïa el mateix, pel que van decidir ampliar-les. La quadra també es va ampliar fins al pati amb la finalitat que es poguessin veure els animals. Fins al moment, les cases sempre havien tingut dos dormitoris. Aquell any, l'estructura de la casa es modifica totalment. En aquesta edició només hi ha un dormitori, comú per a tots els concursants, encara que una paret separava el dormitori normal amb 10 llits amb el dormitori VIP que tenia tres llits i un iacusi. A més es va crear un supermercat perquè els concursants poguessin estar en contacte directe amb els productes que compraven.

### Concursants
| Concursant            | Lloc de residència | Edat    | Professió                           | Durada   | Informació                            |
| --------------------- | ------------------ | ------- | ----------------------------------- | -------- | ------------------------------------- |
| Mercedes García       | Badajoz            | 32 anys | Arqueòloga                          | 2 hores  | Abandó voluntari                      |
| Salva Martí           | La Rioja           | 33 anys | Policia local                       | 11 dies  | 1a expulsió                           |
| Ángel Díaz Barrachina | Madrid             | 31 anys | Entrenador de futbol i empresari    | 15 dies  | Abandó voluntari                      |
| Eloísa Donoso         | Barcelona          | 36 anys | Agent immobiliari                   | 25 dies  | 2a expulsió                           |
| Cristal Fernández     | Ourense            | 19 anys | Hostessa de congressos i cambrera   | 39 dies  | 3a expulsió                           |
| Sandra Crespo         | Alacant            | 28 anys | Estilista                           | 39 dies  | Abandó voluntari                      |
| Miguel Carpio         | Sevilla            | 32 anys | RR.PP.                              | 53 dies  | 4a expulsió                           |
| Bea González-Rico     | Madrid             | 23 anys | Opositora i legionària              | 67 dies  | 5a expulsió                           |
| Nicky Villanueva      | Astúries           | 30 anys | Funcionari del Ministeri de Defensa | 81 dies  | 6a expulsió                           |
| Jonathan Pons         | Barcelona          | 25 anys | Assessor financer                   | 88 dies  | 7a expulsió                           |
| Eva Suárez            | Madrid             | 27 anys | Actriu                              | 49 dies  | Entrada de substitució i 8a expulsió  |
| Jani Pelegrín         | La Rioja           | 29 anys | Representant de cosmètics           | 102 dies | 9a expulsió                           |
| Diana Bartolomé       | Barcelona          | 23 anys | Model                               | 105 dies | 10a expulsió                          |
| Natacha Haitt         | Madrid             | 26 anys | Ballarina                           | 98 dies  | Entrada de substitució i 3a Finalista |
| Conrad Chase          | Barcelona          | 39 anys | Empresari                           | 91 dies  | Entrada de substitució i 2n Finalista |
| Juanjo Mateo          | Alacant            | 25 anys | Taxista                             | 109 dies | Guanyador                             |

### Nominacions i expulsions
|              | #1                     | #2                          | #3                     | #4                       | #5                  | #6                             | #7                  | #8                   | #9                         | #10          | Final                      |
| ------------ | ---------------------- | --------------------------- | ---------------------- | ------------------------ | ------------------- | ------------------------------ | ------------------- | -------------------- | -------------------------- | ------------ | -------------------------- |
| Juanjo       | Salvat                 | Salvat                      | Nominat                | Nominat                  | Nominat             | Nominat                        | Salvat              | Salvat               | Salvat                     | Salvat       | Guanyador                  |
| Conrad       | No estava              | Salvat                      | Salvat                 | Salvat                   | Nominat             | Nominat                        | Salvat              | Nominat              | Nominat                    | Nominat      | 2ª Finalista               |
| Natacha      | No estava a la casa    | No estava a la casa         | Salvada                | Nominada                 | Salvada             | Salvada                        | Nominada            | Nominada             | Nominada                   | Salvada      | 3º Finalista               |
| Diana        | Salvada                | Salvada                     | Salvada                | Salvada                  | Salvada             | Nominada                       | Nominada            | Salvada              | Salvada                    | Nominada     | Eliminada                  |
| Jani         | Nominada               | Salvada                     | Salvada                | Salvada                  | Salvada             | Nominada                       | Salvada             | Nominada             | Nominada                   | Eliminada    | Eliminada                  |
| Eva          | No estava a la casa    | No estava a la casa         | No estava a la casa    | No estava a la casa      | Salvada             | Salvada                        | Salvada             | Nominada             | Eliminada                  | Eliminada    | Eliminada                  |
| Jonathan     | Salvat                 | Salvat                      | Salvat                 | Salvat                   | Salvat              | Salvat                         | Nominat             | Eliminat             | Eliminat                   | Eliminat     | Eliminat                   |
| Nicky        | Nominat                | Salvat                      | Salvat                 | Salvat                   | Salvat              | Nominat                        | Eliminat            | Eliminat             | Eliminat                   | Eliminat     | Eliminat                   |
| Bea          | Salvada                | Salvada                     | Nominada               | Salvada                  | Nominada            | Eliminada                      | Eliminada           | Eliminada            | Eliminada                  | Eliminada    | Eliminada                  |
| Miguel       | Salvat                 | Salvat                      | Salvat                 | Nominat                  | Eliminat            | Eliminat                       | Eliminat            | Eliminat             | Eliminat                   | Eliminat     | Eliminat                   |
| Sandra       | Salvada                | Salvada                     | Nominada               | Abandonà                 | Abandonà            | Abandonà                       | Abandonà            | Abandonà             | Abandonà                   | Abandonà     | Abandonà                   |
| Cristal      | Salvada                | Nominada                    | Nominada               | Eliminada                | Eliminada           | Eliminada                      | Eliminada           | Eliminada            | Eliminada                  | Eliminada    | Eliminada                  |
| Eloísa       | Salvat                 | Nominada                    | Eliminada              | Eliminada                | Eliminada           | Eliminada                      | Eliminada           | Eliminada            | Eliminada                  | Eliminada    | Eliminada                  |
| Ángel        | Salvat                 | Abandonà                    | Abandonà               | Abandonà                 | Abandonà            | Abandonà                       | Abandonà            | Abandonà             | Abandonà                   | Abandonà     | Abandonà                   |
| Salva        | Nominat                | Eliminat                    | Eliminat               | Eliminat                 | Eliminat            | Eliminat                       | Eliminat            | Eliminat             | Eliminat                   | Eliminat     | Eliminat                   |
| Mercedes     | Abandonà               | Abandonà                    | Abandonà               | Abandonà                 | Abandonà            | Abandonà                       | Abandonà            | Abandonà             | Abandonà                   | Abandonà     | Abandonà                   |
| Eliminats    | Salva 59,5%            | Eloísa 70,6%                | Cristal 68.1%          | Miguel 52.9%             | Bea 78.9%           | Nicky 88.2%                    | Jonathan 86.5%      | Eva 86.4%            | Jani 47,55%                | Diana 74.9%  | Natacha 15.2% Conrad 27.5% |
| No Eliminats | Nicky 24,2% Jani 16,3% | Natacha 16.2% Cristal 13.2% | Juanjo 18.3% Bea 13.6% | Natacha 30% Juanjo 17.1% | Conrad Juanjo 21.1% | Conrad Diana Jani Juanjo 11.8% | Diana Natacha 17.5% | Conrad Natacha 13.6% | Natacha 45,6% Conrad 6,85% | Conrad 25.1% | Juanjo 57.3%               |

### Presentadors
Els presentadors de la sisena edició van ser Mercedes Milá, Óscar Martínez i Jordi González. Mercedes tenia el paper de moderar les gales setmanals, Óscar de presentar els resums diaris del concurs i Jordi de presentar els debats dominicals.

### Audiència
| Data       | Característiques programa     | Espectadors | Share |
| ---------- | ----------------------------- | ----------- | ----- |
| 05/09/2004 | Presentació i entrada         | 4.631.000   | 32,6% |
| 09/09/2004 | Nominació                     | 3.753.000   | 27,2% |
| 16/09/2004 | Expulsió Salva                | 4.622.000   | 29,9% |
| 23/09/2004 | Nominació                     | 4.660.000   | 30,2% |
| 30/09/2004 | Expulsió Eloísa               | 4.521.000   | 29,6% |
| 07/10/2004 | Nominació                     | 4.443.000   | 29,7% |
| 14/10/2004 | Expulsió Cristal              | 4.740.000   | 30,8% |
| 21/10/2004 | Nominació                     | 5.138.000   | 33,4% |
| 28/10/2004 | Expulsió Miguel               | 4.821.000   | 31,9% |
| 04/11/2004 | Nominació                     | 4.619.000   | 29,7% |
| 11/11/2004 | Expulsió Bea                  | 4.948.000   | 30,8% |
| 18/11/2004 | Nominació                     | 4.512.000   | 28,2% |
| 25/11/2004 | Expulsió Nicky / Nominació    | 5.556.000   | 33,9% |
| 02/12/2004 | Expulsió Jonathan / Nominació | 4.959.000   | 30,2% |
| 09/12/2004 | Expulsió Eva / Nominació      | 4.952.000   | 29,6% |
| 16/12/2004 | Expulsió Jani / Nominació     | 4.984.000   | 31,9% |
| 19/12/2004 | Expulsió Diana                | 4.890.000   | 30,9% |
| 23/12/2004 | Final                         | 5.453.000   | 35,9% |

Audiència mitjana: 4.732.000 (31,2%)

## Gran Hermano 7 (2005-2006)
La setena edició de Gran Hermano va començar el 20 d'octubre de 2005. Va tenir una durada de 108 dies. En el concurs van entrar 13 concursants, però un d'ells va abandonar per diversos enfrontaments amb els seus companys, pel que va entrar un nou concursant per a reemplaçar-la. Per primera vegada, la casa té tres dormitoris. El pati forma part de la casa, ja que es va fer una estètica de claustre, perquè des de tots els costats de la casa es pogués veure el pati. Una altra de les grans novetats d'aquesta edició són les vistes a l'exterior des del saló amb finestrals alts. Fins ara no s'havia pogut portar a terme, perquè el concepte holandès ho prohibia. El nombre de càmeres augmenta considerablement fins a 59 càmeres.
L'entrada de Pepe Herrero va marcar un abans i un després en l'objectiu del programa. En aquesta edició es va demostrar que l'objectiu no era la convivència sinó l'estratègia per aconseguir el premi. A més va demostrar en diverses gales, que dues persones amb estratègia, Dairon i Pepe, podien sobreviure encara que tinguessin tots els concursants en contra.

### Concursants
| Concursant      | Lloc de residència | Edat    | Professió                                                     | Durada   | Informació                           |
| --------------- | ------------------ | ------- | ------------------------------------------------------------- | -------- | ------------------------------------ |
| Estrella Mata   | Madrid             | 25 anys | Auxiliar d'infermeria                                         | 15 dies  | 1a expulsió                          |
| Beatriz Gómez   | Madrid             | 42 anys | Empresària                                                    | 19 dies  | Abandó voluntari                     |
| Inma Contreras  | Granada            | 29 anys | Llicenciada en biblioteconomia                                | 28 dies  | 2a expulsió                          |
| Mayte Sales     | León               | 26 anys | Teleoperadora                                                 | 20 dies  | Entrada de substitució i 3a expulsió |
| Saray Lleial    | Guipúscoa          | 25 anys | Estudiant d'Administració i Finances i cambrera               | 56 dies  | 4a expulsió                          |
| Tono Rodríguez  | Pontevedra         | 26 anys | Comercial d'excavadores                                       | 70 dies  | 5a expulsió                          |
| Arturo Sisniega | Madrid             | 26 anys | Llicenciat d'administració d'empreses i coordinador d'aeròbic | 77 dies  | 6a expulsió                          |
| Sara de Lucas   | Màlaga             | 20 anys | Administradora                                                | 84 dies  | 7a expulsió                          |
| Jesús Tinajo    | Ciudad Real        | 25 anys | Diplomat en magisteri d'Ed. Física i encofrador               | 91 dies  | 8a expulsió                          |
| Raquel López    | Màlaga             | 27 anys | Estudiant de violí                                            | 98 dies  | 9a expulsió                          |
| Dayron Mojena   | Granada            | 22 anys | Ballarí                                                       | 105 dies | 10a expulsió                         |
| Raquel Abad     | La Corunya         | 21 anys | Estudiant de publicitat i RR.PP.                              | 108 dies | 3a Finalista                         |
| Javi Varela     | Màlaga             | 26 anys | Golfista                                                      | 108 dies | 2n Finalista                         |
| Pepe Herrero    | Madrid             | 33 anys | Auxiliar de vol                                               | 108 dies | Guanyador                            |

### Nominacions i expulsions
|              | #1                  | #2                        | #3                | #4              | #5                 | #6                                       | #7                  | #8               | #9                 | #10               | Final                             |
| ------------ | ------------------- | ------------------------- | ----------------- | --------------- | ------------------ | ---------------------------------------- | ------------------- | ---------------- | ------------------ | ----------------- | --------------------------------- |
| Pepe         | Salvat              | Salvat                    | Salvat            | Nominat         | Nominat            | Nominat                                  | Nominat             | Nominat          | Nominat            | Nominat           | Guanyador                         |
| Javi         | Salvat              | Salvat                    | Nominat           | Salvat          | Salvat             | Salvat                                   | Salvat              | Salvat           | Salvat             | Salvat            | 2ª Finalista                      |
| Raquel Abad  | Salvada             | Salvada                   | Salvada           | Salvada         | Salvada            | Nominada                                 | Salvada             | Salvada          | Salvada            | Salvada           | 3º Finalista                      |
| Dayron       | Salvat              | Nominat                   | Salvat            | Nominat         | Nominat            | Nominat                                  | Nominat             | Nominat          | Nominat            | Nominat           | Eliminat                          |
| Raquel López | Salvada             | Nominada                  | Salvada           | Salvada         | Salvada            | Nominada                                 | Salvada             | Salvada          | Nominada           | Eliminada         | Eliminada                         |
| Jesús        | Salvat              | Salvat                    | Salvat            | Salvat          | Salvat             | Salvat                                   | Salvat              | Nominat          | Eliminada          | Eliminada         | Eliminada                         |
| Sara         | Nominada            | Salvada                   | Nominada          | Salvada         | Salvada            | Salvada                                  | Nominada            | Eliminada        | Eliminada          | Eliminada         | Eliminada                         |
| Arturo       | Salvat              | Salvat                    | Salvat            | Salvat          | Salvat             | Nominat                                  | Eliminat            | Eliminat         | Eliminat           | Eliminat          | Eliminat                          |
| Tono         | Salvat              | Salvat                    | Salvat            | Salvat          | Nominat            | Eliminat                                 | Eliminat            | Eliminat         | Eliminat           | Eliminat          | Eliminat                          |
| Saray        | Salvada             | Salvada                   | Salvada           | Nominada        | Eliminada          | Eliminada                                | Eliminada           | Eliminada        | Eliminada          | Eliminada         | Eliminada                         |
| Mayte        | No estava           | Entra                     | Nominada          | Eliminada       | Eliminada          | Eliminada                                | Eliminada           | Eliminada        | Eliminada          | Eliminada         | Eliminada                         |
| Inma         | Nominada            | Nominada                  | Eliminada         | Eliminada       | Eliminada          | Eliminada                                | Eliminada           | Eliminada        | Eliminada          | Eliminada         | Eliminada                         |
| Beatriz      | Salvada             | Va abanadonar             | Va abanadonar     | Va abanadonar   | Va abanadonar      | Va abanadonar                            | Va abanadonar       | Va abanadonar    | Va abanadonar      | Va abanadonar     | Va abanadonar                     |
| Estrella     | Nominada            | Eliminada                 | Eliminada         | Eliminada       | Eliminada          | Eliminada                                | Eliminada           | Eliminada        | Eliminada          | Eliminada         | Eliminada                         |
| Eliminats    | Estrella Mata 38,9% | Inma Contreras 76,4%      | Mayte Salas 48,7% | Saray Leal 70%  | Tono Rodríguez 73% | Arturo Sisniega 44%                      | Sara de Lucas 72,8% | Jesús Tinajo 73% | Raquel López 73,9% | Dayron Mojena 66% | Raquel Abad 3,6% Javi Varela 9,2% |
| No Eliminats | Inma Sara 61,1%     | Dayron Raquel López 23,6% | Javi Sara 51,3%   | Dayron Pepe 30% | Dayron Pepe 27%    | Dayron Pepe Raquel Abad Raquel López 56% | Dayron Pepe 27,2%   | Dayron Pepe 27%  | Dayron Pepe 26,1%  | Pepe 34%          | Pepe Herrero 87,2%                |

### Presentadors
Els presentadors d'aquesta setena edició van ser Mercedes Milá i Jordi González. Mercedes va continuar tenint el paper de moderar les gales setmanals, mentre que Jordi va tornar a ser l'encarregat de conduir els debats de cada diumenge.

### Audiència
| Data       | Característiques programa      | Espectadors | Share |
| ---------- | ------------------------------ | ----------- | ----- |
| 27/10/2005 | Nominació                      | 4.799.000   | 30,6% |
| 04/11/2005 | Expulsió Estrella              | 3.961.000   | 29,7% |
| 11/11/2005 | Nominació/Entrada Mayte        | 3.632.000   | 27,8% |
| 17/11/2005 | Expulsió Inma                  | 4.546.000   | 29,3% |
| 24/11/2005 | Nominació                      | 3.918.000   | 29,8% |
| 01/12/2005 | Expulsió Mayte                 | 3.792.000   | 27,5% |
| 08/12/2005 | Nominació                      | 3.992.000   | 29,0% |
| 15/12/2005 | Expulsió Saray                 | 3.896.000   | 27,8% |
| 22/12/2005 | Nominació                      | 3.942.000   | 29,9% |
| 29/12/2005 | Expulsió Tono / Nominació      | 3.899.000   | 28,1% |
| 05/01/2006 | Expulsió Arturo / Nominació    | 3.789.000   | 27,2% |
| 12/01/2006 | Expulsió Sara / Nominació      | 4.751.000   | 30,7% |
| 19/01/2006 | Expulsió Jesús / Nominació     | 4.519.000   | 29,5% |
| 26/01/2006 | Expulsió Raquel L /. Nominació | 4.634.000   | 29,9% |
| 02/02/2006 | Expulsió Dayron                | 4.945.000   | 32,3% |
| 05/02/2006 | Final                          | 5.093.000   | 35,2% |

## Gran Hermano 8 (2006)
Aquesta edició de Gran Hermano va començar el 7 de setembre de 2006, convertint a Telecinco en la primera televisió a escala mundial a arribar a la vuitena edició del concurs. La casa estava dividida en apartaments que van ser assignats per sorteig: individual (Daniel L.) de dos (Laura F. i Javier) de cinc (Laura S., Gemma, Mahme, Daniel R. i Pulpillo) i de sis (Kiko, Marusky, Greta, Kiran, Miriam i Naiala). Aquest sorteig va consistir a agafar una clau de sobre d'un bidó que es troba resguardat per un toro. Cada concursant quan agafava la clau, ja havia decidit a quin apartament el pertocava. L'últim concursant va ser triat a l'atzar entre tots els presents a la gala inaugural del programa, la triada va ser Romina, amb el nombre 133, encara que es va descobrir que realment no era el número que pertocava, era un error, ja que el nombre extret en el sorteig real va ser el 733, pertanyent a Laura Sevillano. La versió oficial és que Romina no va entrar a la casa perquè va donar positiu en l'anàlisi de cànnabis.
Aquesta edició fou, sent neutral, l'edició amb l'ambient més caldejat i competitiu fins al moment. La casa des de quasi el principi de l'edició va estar dividit en dos grups: l'habitació taronja ("Naialos") i l'habitació blava. Gala a gala es va demostrar la necessitat d'una bona estratègia.
Aquest mal ambient i de competitivitat, no es va limitar a dintre la casa de Gran Hermano sinó que va ser acusada a Mercedes Milà i tot l'equip, per haver falsejat el programa en algun moment. Aquestes acusacions van ser emeses sobretot per l'habitació taronja en especial, Daniel R., Pulpillo i Javi. Els tres deien que en una prova en la qual es decidia qui era el líder amb un suposat sorteig amb banderetes, i va estar suposadament manipulat. A més Mercedes Milà no va ser l'única crítica que va tenir per part del grup de l'habitació taronja, ja que se la va acusar de no ser parcial, i anar a favor de l'habitació taronja. Ells al·legaven que un presentador o moderador d'un debat havia de ser imparcial i que ella no ho estava fent.

### Concursants
| Concursant            | Lloc de residència     | Edat    | Professió                                            | Durada   | Informació                    |
| --------------------- | ---------------------- | ------- | ---------------------------------------------------- | -------- | ----------------------------- |
| Laura Sevillano       | Càceres                | 27 anys | Administadrora                                       | 12 dies  | 1a expulsió//Triada a l'atzar |
| Gema Guzmán           | Sevilla                | 25 anys | Hostessa d'imatge i llicenciada en història de l'art | 28 dies  | 2a expulsió                   |
| Kiko Rodríguez        | Pontevedra             | 29 anys | Empresari                                            | 42 dies  | 3a expulsió                   |
| Marusky Perdomo       | Las Palmas             | 35 anys | Encarregada d'una botiga de moda                     | 56 dies  | 4a expulsió                   |
| Greta d'Anta          | Madrid                 | 19 anys | Parada                                               | 63 dies  | 5a expulsió                   |
| Javier Robles         | Madrid                 | 29 anys | Empresari                                            | 70 dies  | 6a expulsió                   |
| Kiran Wolbeek         | Madrid                 | 33 anys | Cap de vendes                                        | 77 dies  | 7a expulsió                   |
| Daniel Rubio          | Barcelona              | 24 anys | Estudiant de Periodisme                              | 84 dies  | 8a expulsió                   |
| Daniel López          | Illes Balears          | 26 anys | Jardiner                                             | 91 dies  | 9a expulsió                   |
| Mahmen Garrido        | Jaén                   | 25 anys | Estudiant i cambrera                                 | 98 dies  | 10a expulsió                  |
| Miguel Ángel Pulpillo | Jaén                   | 29 anys | Agricultor                                           | 104 dies | 4t Finalista                  |
| Miriam Constantí      | Barcelona              | 24 anys | Dependenta i llicenciada en dret                     | 105 dies | 3a Finalista                  |
| Laura Fernández       | Cantàbria              | 23 anys | Comercial immobiliari                                | 105 dies | 2a Finalista                  |
| Naiala Melo           | Santa Cruz de Tenerife | 22 anys | Dependenta                                           | 105 dies | Guanyadora                    |

### Nominacions i expulsions
|              | #1                        | #2                | #3                                              | #4                         | #5                      | #6                          | #7                         | #8                         | #9                                     | #10                        | Final                                                           |
| ------------ | ------------------------- | ----------------- | ----------------------------------------------- | -------------------------- | ----------------------- | --------------------------- | -------------------------- | -------------------------- | -------------------------------------- | -------------------------- | --------------------------------------------------------------- |
| Naiala       | Nominada                  | Nominada          | Nominada                                        | Salvada                    | Salvada                 | Salvada                     | Salvada                    | Salvada                    | Nominada                               | Salvada                    | Guanyadora                                                      |
| Laura        | Salvada                   | Salvada           | Salvada                                         | Salvada                    | Salvada                 | Nominada                    | Nominada                   | Salvada                    | Nominada                               | Nominada                   | 2ª Finalista                                                    |
| Mimi         | Salvada                   | Salvada           | Nominada                                        | Salvada                    | Salvada                 | Salvada                     | Salvada                    | Salvada                    | Salvada                                | Salvada                    | 3º Finalista                                                    |
| Pulpillo     | Salvat                    | Salvat            | Salvat                                          | Salvat                     | Salvat                  | Salvat                      | Nominat                    | Nominat                    | Nominat                                | Nominat                    | 4º Finalista                                                    |
| Mahme        | Salvada                   | Salvada           | Salvada                                         | Salvada                    | Nominada                | Salvada                     | Salvada                    | Nominada                   | Salvada                                | Nominada                   | Eliminada                                                       |
| Daniel L.    | Salvat                    | Salvat            | Salvat                                          | Salvat                     | Salvat                  | Salvat                      | Salvat                     | Salvat                     | Nominat                                | Eliminat                   | Eliminat                                                        |
| Daniel R.    | Salvat                    | Salvat            | Salvat                                          | Nominat                    | Salvat                  | Nominat                     | Salvat                     | Nominat                    | Eliminat                               | Eliminat                   | Eliminat                                                        |
| Kiran        | Salvat                    | Salvat            | Salvat                                          | Salvat                     | Nominat                 | Salvat                      | Nominat                    | Eliminat                   | Eliminat                               | Eliminat                   | Eliminat                                                        |
| Javier       | Nominat                   | Salvat            | Nominat                                         | Nominat                    | Salvat                  | Nominat                     | Eliminat                   | Eliminat                   | Eliminat                               | Eliminat                   | Eliminat                                                        |
| Greta        | Salvada                   | Salvada           | Nominada                                        | Salvada                    | Nominada                | Eliminada                   | Eliminada                  | Eliminada                  | Eliminada                              | Eliminada                  | Eliminada                                                       |
| Marusky      | Salvada                   | Salvada           | Salvada                                         | Nominada                   | Eliminada               | Eliminada                   | Eliminada                  | Eliminada                  | Eliminada                              | Eliminada                  | Eliminada                                                       |
| Kiko         | Salvat                    | Nominat           | Nominat                                         | Eliminat                   | Eliminat                | Eliminat                    | Eliminat                   | Eliminat                   | Eliminat                               | Eliminat                   | Eliminat                                                        |
| Gemma        | Salvada                   | Nominada          | Eliminada                                       | Eliminada                  | Eliminada               | Eliminada                   | Eliminada                  | Eliminada                  | Eliminada                              | Eliminada                  | Eliminada                                                       |
| Laura        | Nominada                  | Eliminada         | Eliminada                                       | Eliminada                  | Eliminada               | Eliminada                   | Eliminada                  | Eliminada                  | Eliminada                              | Eliminada                  | Eliminada                                                       |
| Eliminats    | Laura Sevillano 54,9%     | Gemma Guzmán 57,8 | Kiko Rodríguez 39,8%                            | Marusky Perdomo 53,2%      | Greta de Anta 36,8%     | Javier Robles 61,4%         | Kiran Wolbeek 43,5%        | Daniel Rubio 41,2%         | Daniel López 55,5%                     | Mahme Garrido 47%          | M.A.Pulpillo 10,4% Miriam Constantí 17.5% Laura Fernández 27.9% |
| No Eliminats | Naiala 27,2% Javier 17,9% | Kiko Naiala 42,2% | Javier 37,9 Greta 13,2% Miriam 5,6% Naiala 3,5% | Javier 31,3 Daniel R. 15,5 | Kiran 33,9% Mahme 29,3% | Laura 21,1% Daniel R. 17,5% | Pulpillo 36,2% Laura 20,3% | Pulpillo 29,5% Mahme 29,3% | Pulpillo 29,9% Laura 11,5% Naiala 3,1% | Pulpillo 38,9% Laura 14,1% | Naiala Melo 54.6%                                               |

### Presentadors
Els presentadors de GH 8 van ser Mercedes Milá, Jordi González i Lucía Riaño. Mercedes, com és habitual, era l'encarregada de fer les gal·les setmanals dels dijous. Jordi González feia de moderar en els debats dels dilluns a la nit, i Lucía Riaño, els resums diaris de la tarda.

### Audiència
| Data       | Característiques programa       | Espectadors | Share |
| ---------- | ------------------------------- | ----------- | ----- |
| 07/09/2006 | Presentació i entrada           | 3.924.000   | 31,8% |
| 14/09/2006 | Nominació                       | 3.490.000   | 24,2% |
| 21/09/2006 | Expulsió Laura S.               | 3.232.000   | 22,6% |
| 28/09/2006 | Nominació                       | 3.340.000   | 23,8% |
| 05/10/2006 | Expulsió Gema                   | 3.398.000   | 24,2% |
| 12/10/2006 | Nominació                       | 3.006.000   | 20,9% |
| 19/10/2006 | Expulsió Kiko                   | 3.195.000   | 21,8% |
| 26/10/2006 | Nominació                       | 3.644.000   | 25,2% |
| 02/11/2006 | Expulsió Marusky/Nominació      | 3.317.000   | 22,9% |
| 09/11/2006 | Expulsió Greta/Nominació        | 3.482.000   | 23,6% |
| 16/11/2006 | Expulsió Javier/Nominació       | 3.858.000   | 28,7% |
| 23/11/2006 | Expulsió Kiran/Nominació        | 3.516.000   | 23,3% |
| 30/11/2006 | Expulsió Daniel Rubio/Nominació | 3.993.000   | 29,2% |
| 07/12/2006 | Expulsió Daniel López/Nominació | 3.291.000   | 23,5% |
| 14/12/2006 | Expulsió Mahme                  | 3.561.000   | 24,4% |
| 20/12/2006 | Semifinal/Sortida M.A.Pulpillo  | 3.671.000   | 25,3% |
| 21/12/2006 | Final                           | 3.988.000   | 29,2% |

Audiència mitjana: 3.525.000 (25%).

## Gran Hermano 9 (2007)
La novena edició de Gran Hermano d'Espanya començà el 9 de setembre del 2007 i va acabar durant el desembre del mateix any. En aquesta edició l'últim concursant va ser elegit a través d'un joc anomenat "el noi d'or" que consistia que Mercedes Milà li ensenyés fotografies d'antics concursants de GH i l'elegit ha d'ordenar-los cronològicament. El concursant que superà aquesta entrà dins de la casa després de passar les proves físiques i psicològiques.

### Concursants
| Concursant          | Lloc de residència | Edat    | Professió                                  | Duració          | Informació                               |
| ------------------- | ------------------ | ------- | ------------------------------------------ | ---------------- | ---------------------------------------- |
| Mayte Franco        | Ciudad Real        | 29 anys | Administrativa                             | 4 dies           | Abandonà                                 |
| Rebeca Franco       | Màlaga             | 24 anys | Parada                                     | 6 dies           | Abandonà                                 |
| David Corsín        | Madrid             | 24 anys | Fontaner                                   | 17 dies          | Abandonà                                 |
| Paula Pérez         | Ourense            | 25 anys | Tècnic de so                               | 18 dies          | 2a expulsió                              |
| Aramoga Bravo       | Las Palmas         | 23 anys | Assessora de vendes                        | 7 dies           | Noia d'or i expulsada pels seus companys |
| Karen Delgado       | Tenerife           | 25 anys | Dependenta i Miss Tenerife 2004            | 32 dies          | 3a expulsió                              |
| Dadi Mehad          | Almeria            | 34 anys | Legionari                                  | 45 dies          | Abandonà                                 |
| Lucy Gómez          | Màlaga             | 32 anys | Agent immobiliari                          | 28 dies          | 4a expulsió// Noia d'or                  |
| Piero Righetto      | Barcelona          | 27 anys | Llicenciat en comptabilitat                | 61 dies          | 5a expulsió                              |
| Amor Romeira        | Las Palmas         | 18 anys | Model i estudiant d'estilisme              | 11 dies//21 dies | 1a expulsió//Repescada//Abandonà         |
| Melania Querol      | Castelló           | 25 anys | Estudiant de dret                          | 74 dies          | 6a expulsió                              |
| Andalla M'Bengue    | La Corunya         | 34 anys | Instal·lador d'aparells d'aire condicionat | 88 dies          | 7a expulsió                              |
| Eneko Van Horenbeke | Biscaia            | 28 anys | Empresari                                  | 95 dies          | 8a expulsió                              |
| Ángela Linares      | Toledo             | 26 anys | Venedora de cupons de l'ONCE               | 102 dies         | 9a expulsió                              |
| Oliver Pérez        | Las Palmas         | 22 anys | Cantant                                    | 109 dies         | 4t Finalista                             |
| Rodrigo Urbina      | Madrid             | 26 anys | Estudiant d'empresarials                   | 109 dies         | 3r Finalista                             |
| Conchi Los Santos   | Sevilla            | 22 anys | Esteticista                                | 109 dies         | 2a Finalista                             |
| Pamela Los Santos   | Sevilla            | 22 anys | Perruquera                                 | 109 dies         | 2a Finalista                             |
| Judit Iglesias      | La Corunya         | 31 anys | Sociòloga                                  | 98 dies          | Entrada de substitució i Guanyadora      |

### Nominacions i expulsions
|                 | #1                                          | #2                       | #3                              | #4                       | #5                              | #6                               | #7                             | #8                      | #9               | Final                                           |           |
| --------------- | ------------------------------------------- | ------------------------ | ------------------------------- | ------------------------ | ------------------------------- | -------------------------------- | ------------------------------ | ----------------------- | ---------------- | ----------------------------------------------- | --------- |
| Judith          | No estava                                   | Entra                    | Salvada                         | Salvada                  | Nominada                        | Nominada                         | Nominada                       | Salvada                 | Nominada         | Guanyadora                                      |           |
| Conchi i Pamela | Salvades                                    | Salvades                 | Salvades                        | Nominades                | Nominades                       | Nominades                        | Nominades                      | Nominades               | Salvades         | 2a Finalista                                    |           |
| Rodrigo         | Salvat                                      | Nominat                  | Salvat                          | Salvat                   | Salvat                          | Salvat                           | Salvat                         | Salvat                  | Salvat           | 3r finalista                                    |           |
| Oliver          | Salvat                                      | Salvat                   | Nominat                         | Salvat                   | Nominat                         | Salvat                           | Salvat                         | Nominat                 | Salvat           | 4º finalista                                    |           |
| Ángela          | Salvada                                     | Salvada                  | Salvada                         | Salvada                  | Salvada                         | Salvada                          | Salvada                        | Salvada                 | Nominada         | Eliminada                                       |           |
| Eneko           | Salvat                                      | Salvat                   | Salvat                          | Salvat                   | Salvat                          | Salvat                           | Nominat                        | Nominat                 | Eliminat         | Eliminat                                        |           |
| Andalla         | Salvat                                      | Salvat                   | Salvat                          | Salvat                   | Salvat                          | Nominat                          | Nominat                        | Eliminat                | Eliminat         | Eliminat                                        |           |
| Melania         | Nominada                                    | Nominada                 | Nominada                        | Nominada                 | Salvada                         | Nominada                         | Eliminada                      | Eliminada               | Eliminada        | Eliminada                                       |           |
| Amor            | Nominada                                    | Eliminada                | Eliminada                       | Eliminada                | Entra                           | Nominada                         | Abandonà                       | Abandonà                | Abandonà         | Abandonà                                        |           |
| Piero           | Salvat                                      | Salvat                   | Salvat                          | Salvat                   | Nominat                         | Eliminat                         | Eliminat                       | Eliminat                | Eliminat         | Eliminat                                        |           |
| Lucy            | No estava a la casa                         | No estava a la casa      | Salvada                         | Nominada                 | Eliminada                       | Eliminada                        | Eliminada                      | Eliminada               | Eliminada        | Eliminada                                       | Eliminada |
| Dadi            | Nominat                                     | Salvat                   | Salvat                          | Nominat                  | Abandonà                        | Abandonà                         | Abandonà                       | Abandonà                | Abandonà         | Abandonà                                        | Abandonà  |
| Karen           | Salvada                                     | Nominada                 | Nominada                        | Eliminada                | Eliminada                       | Eliminada                        | Eliminada                      | Eliminada               | Eliminada        | Eliminada                                       | Eliminada |
| Paula           | Nominada                                    | Nominada                 | Eliminada                       | Eliminada                | Eliminada                       | Eliminada                        | Eliminada                      | Eliminada               | Eliminada        | Eliminada                                       | Eliminada |
| David           | Salvat                                      | Nominat                  | Abandonà                        | Abandonà                 | Abandonà                        | Abandonà                         | Abandonà                       | Abandonà                | Abandonà         | Abandonà                                        | Abandonà  |
| Rebeca          | Salvada                                     | Abandonà                 | Abandonà                        | Abandonà                 | Abandonà                        | Abandonà                         | Abandonà                       | Abandonà                | Abandonà         | Abandonà                                        | Abandonà  |
| Mayte           | Abandonà                                    | Abandonà                 | Abandonà                        | Abandonà                 | Abandonà                        | Abandonà                         | Abandonà                       | Abandonà                | Abandonà         | Abandonà                                        | Abandonà  |
| Eliminats       | Amor 48,2%                                  | Paula                    | Karen 45,9%                     | Lucy 50,6%               | Piero                           | Melania 60,3%                    | Andalla 39,7%                  | Eneko 54,8%             | Ángela 92,7%     | Oliver 8,6% Rodrigo 14,1% Conchi i Pamela 33,6% |           |
| No eliminats    | Paula (46,9%), Melania (3,2%) i Dadi (1,7%) | Karen, Melania i Rodrigo | Melania (39,3%), Oliver (14,8%) | Melania, Conchi i Pamela | Judith, Oliver, Conchi i Pamela | Andalla, Judith, Conchi i Pamela | Eneko, Judith, Conchi i Pamela | Oliver, Conchi i Pamela | Judith i Rodrigo | Judith 43,7%                                    |           |

Com a novetat en el programa, després d'haver superat un repte, les bessones Conchi i Pamela concursen com a una única concursant.

### Presentadors
La novena edició de Gran Hermano va ser presentada per Mercedes Milá a les gal·les com ja era habitual en les darreres edicions. Jordi Gonzalez va ser l'encarregat de presentar els debats, que no els havia presentat des de la sisena edició. Oscar Martínez va ser l'encarregat de presentar els resums diaris, que ja havia fet a la sisena edició.

### Audiències
| Data       | Característiques del programa          | Espectadors | Share |
| ---------- | -------------------------------------- | ----------- | ----- |
| 09/09/2007 | Presentació i entrada                  | 3.497.000   | 28,7% |
| 13/09/2007 | Nominació                              | 3.789.000   | 30,7% |
| 20/09/2007 | Expulsió Amor/Nominació/Entrada Judith | 4.429.000   | 35,7% |
| 27/09/2007 | Expulsió Paula/Entrada Lucy i Aramoga  | 3.764.000   | 30,2% |
| 04/10/2007 | Expulsió Aramoga/Nominació             | 3.223.000   | 25,1% |
| 11/10/2007 | Expulsió Karen                         | 3.231.000   | 26,2% |
| 18/10/2007 | Nominació                              | 3.474.000   | 27,7% |
| 25/10/2007 | Expulsió Lucy                          | 3.064.000   | 24,9% |
| 01/11/2007 | Nominació/Entrada d'Amor (repesca)     | 3.221.000   | 26,3% |
| 08/11/2007 | Expulsió Piero                         | 3.216.000   | 26,7% |
| 15/11/2007 | Nominació/Abandonament Amor            | 3.379.000   | 27,3% |
| 22/11/2007 | Expulsió Melania                       | 3.506.000   | 29%   |
| 29/11/2007 | Nominació                              | 3.636.000   | 29,5% |
| 06/12/2007 | Expulsió Andalla/Nominació             | 3.206.000   | 26%   |
| 13/12/2007 | Expulsió Eneko/Nominació               | 3.456.000   | 28,2% |
| 20/12/2007 | Expulsió Ángela                        | 3.289.000   | 27,4% |
| 27/12/2007 | Final                                  | 4.269.000   | 31%   |

Audiència mitjana: 3.909.000 espectadors (29,4% de share).

## Gran Hermano 10 (2008-2009)
- 21 de setembre de 2008 - 22 de gener de 2009 (123 dies).

La casa de Guadalix de la Sierra obre les portes a l'esperada desena edició de Gran Hermano el diumenge 21 de setembre amb una gala especial presentada per Mercedes Milá en la qual es desvelaren les identitats dels nous habitants.
A partir d'aquest dia, Telecinco ubica l'emissió de les gales setmanals a la nit del dimarts.
Aquest any, Gran Hermano arrancà amb una gran novetat: la possibilitat que l'audiència escollís als concursants, és a dir, de completar el casting. Per això, el xou d'impacte es divideix en dues cases: la casa 1, una rèplica gairebé exacta de la casa del primer Gran Hermano, on els aspirants a entrar, 14 dels 16, s'allotgen a l'espera que l'audiència esculli quins concursants han d'entrar, i la casa 10, la vertadera casa de la desena edició del concurs, una casa de luxe molt moderna d'aspecte futurista, on van accedint els concursants escollits per l'audiència per a lluitar pel premi final.
Després de l'expulsió de Li i la posterior entrada de Gisela a la casa 10, els altres aspirants que quedaven a la casa 1, Javier, Julio i Mirentxu, foren sotmesos al vot de l'audiència per a determinar qui dels tres havia d'accedir a la casa 10, 
sent Javier el més votat i entrant així a la nova casa, no sense abans haver estat elegit per atzar a la sala de les portes. Per completar el càsting, l'organització de Gran Hermano va seleccionar dues noves concursants, Estefanía i Lizfanny. L'atzar de la sala de les portes va determinar que Estefanía passés a la casa 10, mentre que Lizfanny accedia a la casa 1, junt amb Julito i Mirentxu, per concursar en un Gran Hermano paral·lel durant dues setmanes, és a dir, concursar en el programa sense nominacions i expulsions i sense que els concursants de la casa 10 sabessin de la seva existència en el programa.
La casa de Gran Hermano 10 torna a ser una mica més gran i se li dona un aspecte molt més electrònic: tot pot canviar de colors fent llum, per exemple. Al revés que l'any anterior, que era només moqueta verda, aquest any el jardí té herba artificial. Per a una prova, l'anterior sala dels ocells és ara una sala amb un ordinador en el qual els concursants poden enviar les seves fotografies, escriure uns blogs, etc. Hi ha una única habitació amb deu llits, ja que tan sols són deu concursants, encara que després de la incorporació de Julito, Mirentxu i Lizfanny a la casa, es van instal·lar tres llits al magatzem.
Igual que va passar a l'edició anterior, l'organització de Gran Hermano 10 va decidir atorgar una segona oportunitat entre vuit dels deu primers concursants expulsats (Germán i Carlos H. no pogueren optar a tornar a concursar per motius laborals). l'audiència podia votar a través de la pàgina web oficial de Telecinco quins tres concursants havien d'optar a tornar a concursar, sent Gemma, Ana i Eva les més votades i accedint així a la casa 1 per lluitar per la repesca. Després d'una setmana de convivència entre les tres candidates a la repesca, Ana va ser la concursant elegida completament a l'atzar pels seus companys per tornar a entrar a la casa. Després d'una setmana en el programa, l'organització va decidir expulsar Ana del programa perquè havia donat informació sobre l'exterior diverses vegades.
Perquè GH10 durés els dies previstos, la final va ser de tres persones, finalment va guanyar Iván.
En aquesta edició es va fer el primer debat amb tots els concursants.

### Concursants
| Concursant         | Lloc de residència | Edat    | Professió                         | Duració         | Informació                                     |
| ------------------ | ------------------ | ------- | --------------------------------- | --------------- | ---------------------------------------------- |
| Germán Ramírez     | Barcelona          | 37 anys | RR.PP.                            | 2 dies          | 1a expulsió                                    |
| Eva Freire         | La Corunya         | 24 anys | Ganadera i cambrera               | 9 dies/7 dies   | 2a expulsió//Candidata a repesca               |
| Raquel Gómez       | Madrid             | 33 anys | Hostessa                          | 16 dies         | 3a expulsió                                    |
| Jie Li             | Madrid             | 23 anys | Dependenta                        | 30 dies         | 5a expulsió                                    |
| Gemma Zafra        | Barcelona          | 26 anys | Administrativa                    | 44 dies/7 dies  | 6a expulsió//Candidata a repesca               |
| Carlos Hoya        | Cantabria          | 31 anys | Agent immobiliari                 | 58 dies         | 7a expulsió                                    |
| Loli Fernández     | Granada            | 26 anys | Esteticista                       | 65 dies         | 8a expulsió                                    |
| Estefanía Sánchez  | Toledo             | 22 anys | Parada                            | 42 dies         | 9a expulsió                                    |
| Gisela Bethancourt | Tenerife           | 22 anys | Diplom. en Treball Social i model | 79 dies         | 10a expulsió                                   |
| Carlos Fernández   | Barcelona          | 28 anys | Soldador                          | 86 dies         | 11a expulsió                                   |
| Mirentxu Álvarez   | Guipúscoa          | 69 anys | Jubilada                          | 93 dies         | 12a expulsió                                   |
| Ana Toro           | Madrid             | 36 anys | Publicista                        | 23 dies/14 dies | 4a expulsió//Repescada//Expulsada pel programa |
| Javier Palomares   | Ciudad Real        | 23 anys | Diplomat en magisteri musical     | 100 dies        | 13a expulsió                                   |
| Julio González     | Tenerife           | 28 anys | Opositor a policia nacional       | 108 dies        | 14a expulsió                                   |
| Lizfanny Emiliano  | Guipúscoa          | 24 anys | Model internacional               | 86 dies         | 15a expulsió                                   |
| Almudena Martínez  | Cartagena          | 24 anys | Caixera                           | 123 dies        | 3a finalista                                   |
| Orlando Breyner    | València           | 28 anys | Feriant                           | 123 dies        | 2n finalista                                   |
| Iván Madrazo       | Saragossa          | 35 anys | Empresari i model                 | 123 dies        | Guanyador                                      |

### Nominacions i expulsions
|              | #1                                     | #2                  | #3                  | #4                  | #5                  | #6              | #7                           | #8                   | #9                  | #10                 | #11                  | #12                           | #13                     | #14                 | #15           | Final                       |
| ------------ | -------------------------------------- | ------------------- | ------------------- | ------------------- | ------------------- | --------------- | ---------------------------- | -------------------- | ------------------- | ------------------- | -------------------- | ----------------------------- | ----------------------- | ------------------- | ------------- | --------------------------- |
| Iván         | Nominat                                | Salvat              | Nominat             | Exempt              | Exempt              | Nominat         | Nominat                      | Nominat              | Nominat             | Nominat             | Salvat               | Salvat                        | Salvat                  | Nominat             | Salvat        | Guanyador                   |
| Orlando      | Nominat                                | Exempt              | Exempt              | Exempt              | Exempt              | Salvat          | Salvat                       | Salvat               | Salvat              | Salvat              | Nominat              | Salvat                        | Nominat                 | Salvat              | Nominat       | 2 finalista                 |
| Almudena     | Nominada                               | Salvada             | Salvada             | Nominada            | Exempta             | Salvada         | Salvada                      | Salvada              | Salvada             | Salvada             | Salvada              | Nominada                      | Salvada                 | Nominada            | Salvada       | 3ª finalista                |
| Lizfanny     | No estava a la casa                    | No estava a la casa | No estava a la casa | No estava a la casa | No estava a la casa | Exempta         | Nominada                     | Salvada              | Nominada            | Salvada             | Nominada             | Salvada                       | Nominada                | Salvada             | Nominada      | Eliminada                   |
| Julio        | Nominat                                | Salvat              | Salvat              | Salvat              | Salvat              | Exempt          | Salvat                       | Salvat               | Salvat              | Salvat              | Salvat               | Nominat                       | Nominat                 | Nominat             | Eliminat      | Eliminat                    |
| Javier       | Nominat                                | Salvat              | Salvat              | Salvat              | Salvat              | Salvat          | Salvat                       | Salvat               | Salvat              | Salvat              | Salvat               | Salvat                        | Nominat                 | Eliminat            | Eliminat      | Eliminat                    |
| Ana          | Nominada                               | Salvada             | Salvada             | Nominada            | Eliminada           | Eliminada       | Eliminada                    | Eliminada            | Eliminada           | Eliminada           | Eliminada            | Repesca                       | Entra                   | Expulsada           | Expulsada     | Expulsada                   |
| Mirentxu     | Nominada                               | Salvada             | Salvada             | Salvada             | Salvada             | Exempta         | Nominada                     | Salvada              | Salvada             | Nominada            | Salvada              | Nominada                      | Eliminada               | Eliminada           | Eliminada     | Eliminada                   |
| Carlos F.    | Exempt                                 | Exempt              | Exempt              | Exempt              | Exempt              | Salvat          | Salvat                       | Salvat               | Salvat              | Salvat              | Nominat              | Eliminat                      | Eliminat                | Eliminat            | Eliminat      | Eliminat                    |
| Gisela       | Nominada                               | Salvada             | Salvada             | Salvada             | Nominada            | Nominada        | Salvada                      | Salvada              | Salvada             | Nominada            | Eliminada            | Eliminada                     | Eliminada               | Eliminada           | Eliminada     | Eliminada                   |
| Estefanía    | No estava a la casa                    | No estava a la casa | No estava a la casa | No estava a la casa | No estava a la casa | Salvada         | Salvada                      | Nominada             | Nominada            | Eliminada           | Eliminada            | Eliminada                     | Eliminada               | Eliminada           | Eliminada     | Eliminada                   |
| Loli         | Nominada                               | Salvada             | Salvada             | Nominada            | Exempta             | Salvada         | Salvada                      | Nominada             | Eliminada           | Eliminada           | Eliminada            | Eliminada                     | Eliminada               | Eliminada           | Eliminada     | Eliminada                   |
| Carlos H.    | Nominat                                | Nominat             | Exempt              | Exempt              | Exempt              | Salvat          | Nominat                      | Eliminat             | Eliminat            | Eliminat            | Eliminat             | Eliminat                      | Eliminat                | Eliminat            | Eliminat      | Eliminat                    |
| Gema         | Exempta                                | Exempta             | Exempta             | Exempta             | Exempta             | Nominada        | Eliminada                    | Eliminada            | Eliminada           | Eliminada           | Eliminada            | Repesca                       | Eliminada               | Eliminada           | Eliminada     | Eliminada                   |
| Jie Li       | Nominada                               | Salvada             | Salvada             | Salvada             | Nominada            | Eliminada       | Eliminada                    | Eliminada            | Eliminada           | Eliminada           | Eliminada            | Eliminada                     | Eliminada               | Eliminada           | Eliminada     | Eliminada                   |
| Raquel       | Nominada                               | Salvada             | Nominada            | Eliminada           | Eliminada           | Eliminada       | Eliminada                    | Eliminada            | Eliminada           | Eliminada           | Eliminada            | Eliminada                     | Eliminada               | Eliminada           | Eliminada     | Eliminada                   |
| Eva          | Nominada                               | Nominada            | Eliminada           | Eliminada           | Eliminada           | Eliminada       | Eliminada                    | Eliminada            | Eliminada           | Eliminada           | Eliminada            | Repesca                       | Eliminada               | Eliminada           | Eliminada     | Eliminada                   |
| Germán       | Nominat                                | Eliminat            | Eliminat            | Eliminat            | Eliminat            | Eliminat        | Eliminat                     | Eliminat             | Eliminat            | Eliminat            | Eliminat             | Eliminat                      | Eliminat                | Eliminat            | Eliminat      | Eliminat                    |
| Eliminats    | Germán 22.5%                           | Eva 58.6%           | Raquel 50.5%        | Ana 48.3%           | Jie Li 58.6%        | Gema 56%        | Carlos H. 55,2%              | Loli 61,9%           | Estefanía 69,6%     | Gisela 57,9%        | Carlos F. 67%        | Mirentxu 49,9%                | Javier 42,5%            | Julito 51.6%        | Liz 51.9%     | Almudena 7.8% Orlando 22.4% |
| No eliminats | Tots (excepte Carlos F. i Gemma) 77.5% | Carlos H. 41.4%     | Iván 49.5%          | Almudena Loli 51.7% | Gisela 41.4%        | Iván Gisela 44% | Iván Lizfanny Mirentxu 44.8% | Iván Estefanía 38.9% | Iván Lizfanny 30.4% | Iván Mirentxu 42.1% | Lizfanny Orlando 33% | Almudena (48,3%) Julio (1,8%) | Lizzfanny Orlando 57.5% | Iván Almudena 48.4% | Orlando 48.1% | Iván 69.8%                  |

 Exempt/a: concursant que ni pot nominar, ni ser nominat.

### Presentadors
Els presentadors de la desena entrega van ser:
- Mercedes Milà: Un any més, presenta les gales setmanals de nominacions i expulsions.[1]
- Jorge Javier Vázquez: Modera per primera vegada els debats setmanals, en els quals Belén Rodríguez, Lydia Lozano i l'exconcursant Kiko Hernández són els tertulians, i a més presenta per primera vegada els resums diaris de Gran Hermano.[2]

### Audiències
| Data       | Característiques del programa                                   | Espectadors | Share |
| ---------- | --------------------------------------------------------------- | ----------- | ----- |
| 21/09/2008 | Presentació i entrada                                           | 4.517.000   | 29,2% |
| 23/09/2008 | Expulsió Germán/Entrada Orlando*/Nominació                      | 3.347.000   | 26%   |
| 30/09/2008 | Expulsió Eva/Entrada Carlos H.*/Nominació                       | 3.487.000   | 27,6% |
| 07/10/2008 | Expulsió Raquel/Entrada Iván*/Nominació                         | 3.734.000   | 23,9% |
| 14/10/2008 | Expulsió Ana/Entrada Almudena i Loli*/Nominació                 | 3.488.000   | 24,2% |
| 21/10/2008 | Expulsió Jie Li/Entrada Gisela, Javier, Estefanía* i Lizfanny** | 4.092.000   | 29,9% |
| 28/10/2008 | Nominació                                                       | 3.817.000   | 26,7% |
| 04/11/2008 | Expulsió Gema/Entrada Julio, Mirentxu i Lizfanny*               | 3.542.000   | 23,4% |
| 11/11/2008 | Nominació                                                       | 3.828.000   | 26,7% |
| 18/11/2008 | Expulsió Carlos H./Nominació                                    | 3.920.000   | 27,3% |
| 25/11/2008 | Expulsió Loli/Nominació                                         | 3.670.000   | 25%   |
| 02/12/2008 | Expulsió Estefanía/Nominació                                    | 3.579.000   | 23,7% |
| 09/12/2008 | Expulsió Gisela/Nominació                                       | 3.825.000   | 24,8% |
| 16/12/2008 | Expulsió Carlos F./Entrada Ana, Eva i Gema**/Nominación         | 3.409.000   | 22,7% |
| 23/12/2008 | Expulsió Mirentxu/Nominació/Entrada Ana* (repesca)              | 3.773.000   | 25,5% |
| 30/12/2008 | Expulsió Palomares/Eliminació Ana/Nominació                     | 3.813.000   | 25,7% |
| 07/01/2009 | Expulsió Julio/Nominació                                        | 3.598.000   | 24,5% |
| 15/01/2009 | Expulsió Lizfanny                                               | 3.687.000   | 23,8% |
| 22/01/2009 | Final                                                           | 4.763.000   | 31,5% |

* Entrada a la casa 10.
** Entrada a la casa 1.
L'audiència mitjana de les gales va ser de 3.784.000 espectadors i d'un 25,9% de share.

## Gran Hermano 11 (2009-2010)
- 6 de setembre de 2009 - 27 de gener de 2010 (143 dies).

El diumenge 6, Gran Hermano 11 va obrir les portes de la casa de Guadalix, amb l'entrada de 17 concursants que, seguint l'esquema de l'anterior edició, es divideixen en dues cases, sabent-ne una d'elles l'existència de l'altra, però no al revés. En aquest cas, 6 concursants van esdevenir els "concursants espies", que vivien a la Casa Espia, i els altres 11, "concursants oficials", habitants de la Casa 11. Posteriorment, després de l'abandonament forçat de dos concursants (Gonzalo i Ángela) i la marxa voluntària per part d'una altra (Lis), van arribar tres reserves a la Casa Espia.
Fins al dia 47, quan es van unificar les dues cases, el procés anava així: per una banda, els concursants oficials nominaven i eren expulsats com en totes les edicions passades; per l'altra, els concursants espies es dedicaven a espiar, a través dels miralls, als concursants de la Casa 11: la seva missió era dir el nom del concursant que creien que expulsaria el públic; si l'encertaven, tenien l'oportunitat de ser un concursant oficial.
La Casa 11 és una casa molt colorida, però més petita i amb menys luxes per simbolitzar la situació econòmica actual. Compta amb un jardí d'herba artificial, una sala d'estar-menjador, amb cuina inclosa, un rebost, el confessionari, una habitació per la piscina-jacuzzi, un bany petit i una única habitació, que compta amb onze llits (un dels quals es va trencar durant el transcurs del programa, permetent llavors als concursants de dormir a la sala).
La Casa Espia, també anomenada sovint casa ecològica o casa sostenible, és més petita que la Casa 11 i està feta sencera de materials reciclats (com a anècdota, hi ha la butaca del confessionari de GH 9). Compta tan sols amb una habitació amb sis llits, un bany, el rebost, el confessionari, un petit jardí i un menjador-sala d'estar amb la cuina inclosa, amb una trapa que dona accés a un passadís que condueix a la creu de càmeres.
Quan van arribar els tres convidats indígenes (Yali, Filike i Natalis) es va descobrir una zona nova de la Casa Espia, on dormiran aquests el temps que duri la seva visita: una habitació amb sis llits més i un bany. La mateixa nit de l'arribada dels convidats, els concursants espies i els oficials es van unificar, i així també ho van fer les cases: La paret del jardí de la Casa Espia va desaparèixer i es va descobrir que comunicava amb la Casa 11 per una porta de l'habitació del jacuzzi.

### Nominacions i expulsions
|                     | #1                            | #2                           | #3                           | #4                             | #5                                  | #6                                              | #7                                        | #8                            | #9                                           | #10                              | #11                            | #12                           | #13                               | #14                               | #15                            | #16                           | #17                            | Final               |
| ------------------- | ----------------------------- | ---------------------------- | ---------------------------- | ------------------------------ | ----------------------------------- | ----------------------------------------------- | ----------------------------------------- | ----------------------------- | -------------------------------------------- | -------------------------------- | ------------------------------ | ----------------------------- | --------------------------------- | --------------------------------- | ------------------------------ | ----------------------------- | ------------------------------ | ------------------- |
| Ángel               | Casa Espia                    | Casa Espia                   | Casa Espia                   | Exempt                         | Hans Saray Indhira                  | Sense Nominacions                               | Arturo                                    | Exempt                        | Nagore                                       | Arturo Indhira Toscano           | Indhira Arturo Toscano         | Pilar Arturo Siscu            | Arturo Siscu Saray                | Gerardo                           | Arturo Pilar Saray             | Pilar Saray Tatiana           | Gerardo Pilar                  | Guanyador           |
| Saray               | Casa Espia                    | Casa Espia                   | Exempta                      | Rebeca Juan Melanie            | Melanie Tatiana                     | Sense Nominacions                               | Gerardo                                   | Gerardo Tatiana Carolina      | Pilar                                        | Tatiana Carolina Gerardo         | Gerardo Tatiana Arturo         | Gerardo Carol Tatiana         | Gerardo Tatiana Ángel             | Pilar                             | Gerardo Tatiana Ángel          | Tatiana Ángel Gerardo         | Ángel Gerardo                  | 2a Finalista        |
| Pilar               | Gonzalo Nagore                | Eliminada (Dia 12)           | Eliminada (Dia 12)           | Eliminada (Dia 12)             | Eliminada (Dia 12)                  | Eliminada (Dia 12)                              | Eliminada (Dia 12)                        | Eliminada (Dia 12)            | Siscu                                        | Exempta                          | Gerardo Tatiana Arturo         | Ángel Carol Gerardo           | Exempta                           | Saray                             | Ángel Tatiana Gerardo          | Tatiana Ángel Gerardo         | Ángel Gerardo                  | 3a Finalista        |
| Gerardo             | No estava a la casa           | No estava a la casa          | Casa Espia                   | Casa Espia                     | Exempt                              | Sense Nominacions                               | Hans                                      | Hans Saray Laura              | Nagore                                       | Laura Saray Toscano              | Arturo Indhira Siscu           | Siscu Laura Saray             | Laura Siscu Arturo                | Ángel                             | Arturo Saray Tatiana           | Tatiana Pilar Ángel           | Ángel Pilar                    | Eliminat (Dia 138)  |
| Tatiana             | Indhira Pilar                 | Arturo Indhira               | Hans                         | Indhira Hans Arturo            | Indhira Saray                       | Carolina                                        | Gerardo                                   | Hans Saray Laura              | Nagore                                       | Laura Saray Indhira              | Toscano Indhira Laura          | Siscu Laura Pilar             | Laura Siscu Saray                 | Arturo                            | Pilar Saray Gerardo            | Pilar Gerardo Saray           | Eliminada (Dia 131)            | Eliminada (Dia 131) |
| Arturo              | Rebeca Siscu                  | Nagore Juan                  | Nagore                       | Rebeca Juan Melanie            | Juan Melanie Tatiana                | Carol                                           | Ángel                                     | Carolina Saray Toscano        | Pilar                                        | Gerardo Carolina Tatiana         | Gerardo Ángel Carol            | Ángel Gerardo Laura           | Ángel Gerardo Laura               | Saray                             | Gerardo Ángel Pilar            | Eliminat (Dia 124)            | Eliminat (Dia 124)             | Eliminat (Dia 124)  |
| Siscu               | Pilar Indhira                 | Nagore Melanie               | Eliminat (Dia 19)            | Eliminat (Dia 19)              | Eliminat (Dia 19)                   | Eliminat (Dia 19)                               | Eliminat (Dia 19)                         | Eliminat (Dia 19)             | Siscu                                        | Exempt                           | Toscano Gerardo Carol          | Carol Gerardo Ángel           | Tatiana Ángel Gerardo             | Arturo                            | Eliminat (Dia 120)             | Eliminat (Dia 120)            | Eliminat (Dia 120)             | Eliminat (Dia 120)  |
| Laura               | Casa Espia                    | Casa Espia                   | Casa Espia                   | Casa Espia                     | Casa Espia                          | Sense Nominacions                               | Gerardo                                   | Gerardo Tatiana Carolina      | Pilar                                        | Gerardo Carolina Tatiana         | Gerardo Arturo Indhira         | Gerardo Tatiana Siscu         | Gerardo Tatiana Ángel             | Eliminada (Dia 113)               | Eliminada (Dia 113)            | Eliminada (Dia 113)           | Eliminada (Dia 113)            | Eliminada (Dia 113) |
| Carol               | No estava a la casa           | No estava a la casa          | Casa Espia                   | Casa Espia                     | Casa Espia                          | Casa Espia i Nominada                           | Eliminada (Dia 47)                        | Eliminada (Dia 47)            | Repesca                                      | Exempta                          | Indhira Toscano Siscu          | Siscu Pilar Arturo            | Eliminada (Dia 103)               | Eliminada (Dia 103)               | Eliminada (Dia 103)            | Eliminada (Dia 103)           | Eliminada (Dia 103)            | Eliminada (Dia 103) |
| Toscano             | Pilar Indhira                 | Arturo Indhira               | Arturo                       | Saray Indhira Arturo           | Juan Arturo                         | Carolina                                        | Melanie                                   | Tatiana Carolina Gerardo      | Pilar                                        | Carolina Tatiana Gerardo         | Carol Siscu Indhira            | Eliminat (Dia 89)             | Eliminat (Dia 89)                 | Eliminat (Dia 89)                 | Eliminat (Dia 89)              | Eliminat (Dia 89)             | Eliminat (Dia 89)              | Eliminat (Dia 89)   |
| Indhira             | Tatiana Siscu                 | Nagore Melanie               | Nagore                       | Rebeca Juan Melanie            | Melanie Juan Tatiana                | Carolina                                        | Arturo                                    | Laura Tatiana Toscano         | Pilar                                        | Tatiana Gerardo Carolina         | Carol Tatiana Ángel            | Expulsada (Dia 83)            | Expulsada (Dia 83)                | Expulsada (Dia 83)                | Expulsada (Dia 83)             | Expulsada (Dia 83)            | Expulsada (Dia 83)             | Expulsada (Dia 83)  |
| Carolina            | No estava a la casa           | No estava a la casa          | Casa Espia                   | Casa Espia                     | Casa Espia                          | Casa Espia i Nominada                           | Exempta                                   | Hans Toscano Laura            | Nagore                                       | Laura Arturo Toscano             | Eliminada (Dia 82)             | Eliminada (Dia 82)            | Eliminada (Dia 82)                | Eliminada (Dia 82)                | Eliminada (Dia 82)             | Eliminada (Dia 82)            | Eliminada (Dia 82)             | Eliminada (Dia 82)  |
| Hans                | Casa Espia                    | Exempt                       | Nagore                       | Rebeca Juan Melanie            | Melanie                             | Sense Nominacions                               | Gerardo                                   | Gerardo Carolina Tatiana      | Eliminat (Dia 68)                            | Eliminat (Dia 68)                | Eliminat (Dia 68)              | Eliminat (Dia 68)             | Eliminat (Dia 68)                 | Eliminat (Dia 68)                 | Eliminat (Dia 68)              | Eliminat (Dia 68)             | Eliminat (Dia 68)              | Eliminat (Dia 68)   |
| Melanie             | Indhira Pilar                 | Indhira Arturo               | Hans                         | Indhira Hans Arturo            | Toscano Arturo Saray                | Sense Nominacions                               | Indhira                                   | Eliminada (Dia 54)            | Nagore                                       | Eliminada (Dia 75)               | Eliminada (Dia 75)             | Eliminada (Dia 75)            | Eliminada (Dia 75)                | Eliminada (Dia 75)                | Eliminada (Dia 75)             | Eliminada (Dia 75)            | Eliminada (Dia 75)             | Eliminada (Dia 75)  |
| Juan                | Indhira Rebeca                | Arturo Indhira               | Arturo                       | Hans Arturo Indhira            | Melanie                             | Eliminat (Dia 40)                               | Eliminat (Dia 40)                         | Eliminat (Dia 40)             | Nagore                                       | Eliminat (Dia 75)                | Eliminat (Dia 75)              | Eliminat (Dia 75)             | Eliminat (Dia 75)                 | Eliminat (Dia 75)                 | Eliminat (Dia 75)              | Eliminat (Dia 75)             | Eliminat (Dia 75)              | Eliminat (Dia 75)   |
| Rebeca              | Tatiana Nagore                | Nagore Arturo                | Nagore                       | Arturo Hans Indhira            | Eliminada (Dia 33)                  | Eliminada (Dia 33)                              | Eliminada (Dia 33)                        | Eliminada (Dia 33)            | Siscu                                        | Eliminada (Dia 75)               | Eliminada (Dia 75)             | Eliminada (Dia 75)            | Eliminada (Dia 75)                | Eliminada (Dia 75)                | Eliminada (Dia 75)             | Eliminada (Dia 75)            | Eliminada (Dia 75)             | Eliminada (Dia 75)  |
| Nagore              | Pilar Indhira                 | Arturo Indhira               | Hans                         | Eliminada (Dia 26)             | Eliminada (Dia 26)                  | Eliminada (Dia 26)                              | Eliminada (Dia 26)                        | Eliminada (Dia 26)            | Nagore                                       | Eliminada (Dia 75)               | Eliminada (Dia 75)             | Eliminada (Dia 75)            | Eliminada (Dia 75)                | Eliminada (Dia 75)                | Eliminada (Dia 75)             | Eliminada (Dia 75)            | Eliminada (Dia 75)             | Eliminada (Dia 75)  |
| Lis                 | Casa Espia                    | Casa Espia                   | Abandonà (Dia 13)            | Abandonà (Dia 13)              | Abandonà (Dia 13)                   | Abandonà (Dia 13)                               | Abandonà (Dia 13)                         | Abandonà (Dia 13)             | Abandonà (Dia 13)                            | Abandonà (Dia 13)                | Abandonà (Dia 13)              | Abandonà (Dia 13)             | Abandonà (Dia 13)                 | Abandonà (Dia 13)                 | Abandonà (Dia 13)              | Abandonà (Dia 13)             | Abandonà (Dia 13)              | Abandonà (Dia 13)   |
| Ángela              | Casa Espia                    | Expulsada (Dia 12)           | Expulsada (Dia 12)           | Expulsada (Dia 12)             | Expulsada (Dia 12)                  | Expulsada (Dia 12)                              | Expulsada (Dia 12)                        | Expulsada (Dia 12)            | Expulsada (Dia 12)                           | Expulsada (Dia 12)               | Expulsada (Dia 12)             | Expulsada (Dia 12)            | Expulsada (Dia 12)                | Expulsada (Dia 12)                | Expulsada (Dia 12)             | Expulsada (Dia 12)            | Expulsada (Dia 12)             | Expulsada (Dia 12)  |
| Gonzalo             | Pilar Rebeca                  | Expulsat (Dia 12)            | Expulsat (Dia 12)            | Expulsat (Dia 12)              | Expulsat (Dia 12)                   | Expulsat (Dia 12)                               | Expulsat (Dia 12)                         | Expulsat (Dia 12)             | Expulsat (Dia 12)                            | Expulsat (Dia 12)                | Expulsat (Dia 12)              | Expulsat (Dia 12)             | Expulsat (Dia 12)                 | Expulsat (Dia 12)                 | Expulsat (Dia 12)              | Expulsat (Dia 12)             | Expulsat (Dia 12)              | Expulsat (Dia 12)   |
| Nominats            | Indhira Pilar                 | Arturo Indhira Siscu         | Arturo Hans Nagore           | Hans Indhira Rebeca            | Arturo Indhira Toscano Tatiana Juan | Carolina Carol                                  | Ángel Arturo Gerardo Hans Indhira Melanie | Hans Tatiana Carolina Gerardo | Pilar Siscu Carol Nagore Rebeca Juan Melanie | Carolina Gerardo Tatiana         | Toscano Arturo Indhira Gerardo | Siscu Gerardo Carol Ángel     | Pilar Gerardo Ángel Laura Tatiana | Siscu Gerardo Tatiana Ángel Pilar | Ángel Gerardo Arturo Pilar     | Pilar Ángel Tatiana           | Ángel Gerardo                  | Ángel Saray Pilar   |
| Notes de la setmana | Veure Nota 1                  | Veure Nota 2                 | Veure Nota 3                 | Veure Nota 4                   | Veure Nota 5                        |                                                 |                                           |                               | Veure Nota 6                                 |                                  |                                |                               | Veure Nota 7                      | Veure Nota 8                      |                                |                               |                                |                     |
| Expulsat            | Pilar 53.4% per ser eliminada | Siscu 56.3% per ser eliminat | Nagore 95% per ser eliminada | Rebeca 92.5% per ser eliminada | Juan 69.9% per ser eliminat         | Carol 1/4 vots per no ser escollida pels espies | Melanie 52% per ser eliminada             | Hans 49.7% per ser eliminat   | Rebeca Nagore Juan Melanie                   | Carolina 50.3% per ser eliminada | Toscano 42.4% per ser eliminat | Carol 64.3% per ser eliminada | Laura 53.4% per ser eliminada     | Siscu 41.3% per ser eliminat      | Arturo 61.83% per ser eliminat | Tatiana 50% per ser eliminada | Gerardo 85.3% per ser eliminat |                     |

### Presentadors
Els presentadors de l'onzena entrega van ser:
- Mercedes Milà: Un any més, presenta les gales setmanals de nominacions i expulsions.[1]
- Jordi González: Modera els debats setmanals.

### Audiències
| Data       | Característiques del programa                                                                   | Espectadors | Share |
| ---------- | ----------------------------------------------------------------------------------------------- | ----------- | ----- |
| 06/09/2009 | Presentació i entrada                                                                           | 3.449.000   | 25,3% |
| 10/09/2009 | Nominació                                                                                       | 2.567.000   | 20,9% |
| 17/09/2009 | Abandonament forçat Gonzalo i Ángela/Expulsió Pilarita/Entrada Hans*/Nominació/Abandonament Lis | 3.296.000   | 24,5% |
| 24/09/2009 | Expulsió Siscu/Entrada Saray*, Carol, Carolina i Gerardo**/Nominació                            | 3.119.000   | 23,8% |
| 01/10/2009 | Expulsió Nagore/Entrada Ángel*/Nominació                                                        | 3.353.000   | 24,6% |
| 08/10/2009 | Expulsió Rebeca/Entrada Gerardo*/Nominació                                                      | 3.406.000   | 25,2% |
| 15/10/2009 | Expulsió Juan/Entrada Laura*, Tatiana, Indhira, Arturo i Toscano**                              | 3.319.000   | 23,8% |
| 22/10/2009 | Expulsió Carol/Unificació cases/Entrada Indígenes/Nominació                                     | 3.372.000   | 24,2% |
| 29/10/2009 | Expulsió Mélanie/Sortida Indígenes                                                              | 3.519.000   | 25,6% |
| 05/11/2009 | Nominació                                                                                       | 3.444.000   | 24,6% |
| 12/11/2009 | Expulsió Hans/Entrada Juan, Melanie, Siscu, Nagore, Pilar, Rebeca i Carol***                    | 3.255.000   | 23,4% |
| 19/11/2009 | Nominació/Entrada Carol, Siscu i Pilar****                                                      | 3.211.000   | 23,1% |
| 26/11/2009 | Expulsió Carolina/Nominació                                                                     | 3.458.000   | 24,5% |
| 03/12/2009 | Expulsió Toscano/Entrevista Indhira                                                             | 3.777.000   | 26,4% |
| 10/12/2009 | Nominació                                                                                       | 3.631.000   | 24,8% |
| 17/12/2009 | Expulsió Carol/Nominació                                                                        | 3.519.000   | 24,0% |
| 27/12/2009 | Expulsió Laura/Nominació                                                                        | 2.971.000   | 18,7% |
| 03/01/2010 | Expulsió Siscu/Nominació/Intercanvi Gerardo i Saray per Massimo i Carmela                       | 3.160.000   | 19,4% |
| 07/01/2010 | Expulsió Arturo/Nominació                                                                       | 4.166.000   | 25,8% |
| 14/01/2010 | Expulsió Tatiana/Nominació                                                                      | 3.802.000   | 24,5% |
| 21/01/2010 | Expulsió Gerardo/Semifinal                                                                      | 3.890.000   | 25,4% |
| 27/01/2010 | Final                                                                                           | 4.496.000   | 29,5% |

*:entrada a la casa 11 **:entrada a la casa espia ***:entrada a la casa "repesca" ****:entrada a la casa unificada

## Gran Hermano: El reencuentro (2010)
- 3 de febrer de 2010 - 30 de març de 2010 (55 dies)

Gran Hermano: El reencuentro té lloc una setmana després del fi de Gran Hermano 11 i, per tant, la casa d'aquesta edició és la mateixa que la utilitzada a GH11 amb el sobrenom de "Casa Espía" o "Casa Ecològica". Per la seva banda la producció i el plató no han experimentat cap canvi.
Inicialment, al concurs, hi havien d'ingressar exconcursants de Gran Hermano que haguessin tingut, o tinguessin, conflictes o "comptes pendents" amb algú de la seva respectiva edició. Així doncs el concurs mostra una nova mecànica: treballar en parella. A més a més no hi haurà nominacions, ja que el públic, per mitjà de la web oficial de Telecinco, immunitzarà a 3 parelles. Aquestes 3 parelles escolliran quina de les 2 restants ha d'abandonar el concurs.
Dos dies després de l'inici del reality en Nacho i la Desireé el van abandonar per problemes de salut del seu fill en comú. Per suplir la baixa, i amb la finalitat d'allargar la duració del concurs, hi ingressaren dues noves parelles, les dues de Gran Hermano 7: en Pepe i la Raquel i l'Inma i la Beatriz. Així doncs GH4 quedà sense representació.
Una setmana després de l'inici, l'Arturo fou expulsat del concurs per la direcció del programa per comportaments agressius respecte a la seva companya d'edició, la Indhira. A aquesta se li donà l'oportunitat de continuar al concurs amb una nova parella o d'abandonar-lo a les 24 h. Després de meditar-ho la noia decidí abandonar amb la por d'haver de sofrir a qualsevol dels seus companys d'edició (GH11).
Dues setmanes després té lloc l'expulsió de Bea "La legionària" per conductes agressives respecte a la Melania. En Nicky continuà sol fins al dia de la gala, on ingressà la Cristal, i on els dos foren expulsats, deixant a la noia com la concursant més fugaç de la història del programa (va romandre tan sols 2 hores sota la vigilància de GH).
Durant la cinquena gala la Melania i en Piero comunicaren la seva decisió d'abandonar el programa i, per tant, foren substituïts per en Jorge Berrocal i la María José Galera, de Gran Hermano 1. A la mateixa Gala, l'Amor i l'Andalla foren expulsats. GH9 quedà sense representació.
L'11 de març la María José decideix abandonar per problemes al ronyó. En Jorge va rebre a la Silvia, la seva nova parella, a la setena gala, després d'haver estat salvat de l'expulsió pels seus companys i amb la finalitat que no tornés a passar el que succeí amb la Cristal.

### Concursants
| Concursant         | Lloc de residència         | Edició          | Duració | Informació                            |
| ------------------ | -------------------------- | --------------- | ------- | ------------------------------------- |
| Désirée Albertalli | Suïssa                     | Gran Hermano 4  | 2 dies  | Abandonà                              |
| Nacho Utrera       | Barcelona                  | Gran Hermano 4  | 2 dies  | Abandonà                              |
| Noemí Ungría       | Barcelona                  | Gran Hermano 3  | 6 dies  | 1a expulsió                           |
| Raquel Morillas    | Madrid                     | Gran Hermano 3  | 6 dies  | 1a expulsió                           |
| Arturo Requejo     | Irun                       | Gran Hermano 11 | 7 dies  | Expulsat per agressió                 |
| Indhira Kalvani    | Fuengirola                 | Gran Hermano 11 | 8 dies  | Abandonà                              |
| Beatriz Gómez      | Madrid                     | Gran Hermano 7  | 7 dies  | 2a expulsió                           |
| Inma Contreras     | Granada                    | Gran Hermano 7  | 7 dies  | 2a expulsió                           |
| Bea González-Rico  | Madrid                     | Gran Hermano 6  | 15 dies | Expulsada per agressió                |
| Nicky Villanueva   | Astúries                   | Gran Hermano 6  | 20 dies | 3a expulsió                           |
| Cristal Fernández  | Ourense                    | Gran Hermano 6  | 2 hores | Entrada de substitució/3a expulsió    |
| Piero Righetto     | Barcelona                  | Gran Hermano 9  | 27 dies | Abandonà                              |
| Melania Querol     | Castelló                   | Gran Hermano 9  | 27 dies | Abandonà                              |
| Amor Romeira       | Las Palmas de Gran Canaria | Gran Hermano 9  | 14 dies | Entrada de substitució/4a expulsió    |
| Andalla Mbengue    | La Corunya                 | Gran Hermano 9  | 14 dies | Entrada de substitució/4a expulsió    |
| María José Galera  | Sevilla                    | Gran Hermano 1  | 9 dies  | Entrada de substitució/Abandonà       |
| Daniel Rubio       | Barcelona                  | Gran Hermano 8  | 7 dies  | 5a expulsió                           |
| Marusky Perdomo    | Las Palmas de Gran Canaria | Gran Hermano 8  | 7 dies  | 5a expulsió                           |
| Almudena Martínez  | Múrcia                     | Gran Hermano 10 | 35 dies | 6a expulsió                           |
| Ana Montero Toro   | Granada                    | Gran Hermano 10 | 35 dies | 6a expulsió                           |
| Gema Zafra         | Barcelona                  | Gran Hermano 10 | 14 dies | 6a expulsió                           |
| Orlando Breyner    | València                   | Gran Hermano 10 | 14 dies | 6a expulsió                           |
| Ainhoa Pareja      | Madrid                     | Gran Hermano 5  | 55 dies | 3a Finalista                          |
| Nico di Matteo     | Sta. Cruz de Tenerife      | Gran Hermano 5  | 55 dies | 3r Finalista                          |
| Jorge Berrocal     | Saragossa                  | Gran Hermano 1  | 28 dies | Entrada de substitució/ 2n. Finalista |
| Silvia Casado      | Màlaga                     | Gran Hermano 1  | 14 dies | Entrada de substitució/ 2a Finalista  |
| Pepe Herrero       | Madrid                     | Gran Hermano 7  | 49 dies | Entrada de substitució/Guanyador      |
| Raquel López       | Màlaga                     | Gran Hermano 7  | 49 dies | Entrada de substitució/Guanyadora     |

### Comptes pendents
- Noemí i Raquel: Foren parella en finalitzar Gran Hermano 3. Després d'una sèrie de conflictes Noemí tingué un accident de cotxe. En ell també hi anava la Raquel, que sofrí una reconstrucció facial causada pel cop. Arran d'això tingueren una sèrie de discussions pels platós que culminaren amb la ruptura. Van conviure 7 dies juntes a GH3.
- Desireé i Nacho: Parella de GH4 que, un cop fora, tingueren un fill. Anys després se separaren. Van conviure 98 dies junts a GH4.
- Arturo i Indhira: "Parella" de Gran Hermano 11. Després de desenes de ruptures i reconciliacions dins la Casa, la Indhira fou expulsada per conductes agressives respecte a una companya d'edició. Fou llavor quan, en veure les reaccions de l'Arturo i com aquest continuava lligant amb les noies de l'edició, la Indhira començà la guerra pels platós, que continuà després de l'eliminació de l'Arturo. Van conviure 83 dies junts a GH11.
- Beatriz i l'Inma: La primera va decidir abandonar GH7 per les contínues discussions amb la segona. Durant els pocs dies que coincidiren dins la Casa entrecreuaren acusacions no gaire agradables. L'Inma insinuà que la Beatriz estava "amargada", m’entres que l'altre digué que l'Inma era una "choni". Van conviure 19 dies juntes a GH7.
- Bea, Nicky i Cristal: El fort caràcter d'en Nicky i la Bea els van convertir en enemics irreconciliables dins GH6, l'edició més polèmica. A més en Nicky tingué problemes amb tots els habitants, com és el cas de la Cristal. La Bea i en Nicky van conviure 67 dies junts a GH6, mentre que en Nicky i la Cristal tan sols conviviren 39 dies.
- Piero i Melania: La parella oficial de GH9. Després del seu recorregut pel concurs decidiren tallar per les presumptes infidelitats d'en Piero. Aquest declarà que, si en lloc d'anar a viure a la ciutat haguessin continuat aïllats del medi, encara continuarien junts. Van conviure 61 dies junts a GH9.
- Amor i Andalla: L'Amor resultà ser la primera eliminada de Gran Hermano 9. Tot i així, i per mitjà d'una repesca, aconseguí enfrontar-se al que considerà el seu enemic número 1, l'Andalla. Aquest havia demostrat conductes homòfones i donà la seva opinió sobre la transsexualitat sense saber, és clar, que l'Amor era una persona d'aquest col·lectiu. Això provocà d'irritació de la noia, que no el deixà tranquil fins que aconseguí que el xicot explotés. Van conviure 32 dies junts a GH9.
- María José, Jorge i Silvia: En Jorge i la María José foren la primera parella sortida d'un reality a Espanya, fins al punt que aquest primer abandonà la seva trajectòria al concurs després de resultà ella la primera eliminada. Tot i així l'amor va finalitzar entre ells i començà la guerra de platós... Van conviure 11 dies junts a GH1.
- Nico i Ainhoa: Per tots és coneguda la capacitat d'en Nico per treure de les caselles a la gent, i qui més o sap és l'Ainhoa que, dins de GH5, arribà a intentar llençar-li un gerro al cap després d'aquest insinuar que era prostituta. Van conviure 88 dies junts a GH5.
- Pepe i Raquel: El guanyador amb més percentatge del món i la seva eterna enamorada. Després de sortir ella declarà que en Pepe no li agafà el telèfon ni un sol cop i que l'havia utilitzada per guanyar. A més també assegurà que encara no havia tingut lloc el sopà que en Pepe li va prometre dins la Sala de Cofensions de GH7. Van conviure 98 dies junts a GH7.
- Ana i Almudena: Tot començà a l'antiga casa de GH1 durant la primera fase de Gran Hermano 10, on l'Ana es negà a realitzar el "Número 5", un pacte per a sortir tots nominats. Llavors l'Almudena començà la guerra, fins al punt d'enfrontar-se les dues a la Sala d'Expulsió. L'Ana fou eliminada, però retornà a la Repesca i, després de la seva expulsió per dir coses de l'exterior, assegurà que la noia no l'havia deixat dormir per fer que abandones, no l'havien rebut bé i que fins i tot li feien buit. Van conviure 37 dies juntes a GH10.
- Gema i Orlando: Ella entrà a la "Casa 10" amb el seu marit, fingint no estar casats. Haver de fingir no estar casats no resultà un problema per la Gema, però si pel seu marit, gelós de la relació d'amistat d'aquesta amb l'Orlando. Tot això originà contínues discussions que terminaren amb l'expulsió de la Gema, la primera eliminada de l'anomenada "Casa 10". Ara ella ja no està casada i, per tant, s'espera que es resolgui aquella tensió sexual encara no resolta. Van conviure 43 dies junts a GH10.
- Marusky i Dani: Ell es feia anomenar Dani "El Sucio" i el seu objectiu era mostrar, dins de Gran Hermano, tots aquells estereotips que la societat repel·leix en públic. Coses que, com ell digué, tots pensem i ningú s'atreveix a dir. Una d'aquestes coses fou la perversió, arribant a amagar-li roba interior a la Marusky, sabent els atacs d'ansietat pels que estava passant la noia. Van conviure 56 dies junts a GH8.

### Presentadors
Els presentadors de Gran Hermano: El reencuentro són:
- Mercedes Milà: Presenta les gal·les setmanals.
- Jordi González: Modera els debats setmanals.

### Audiències
| Data       | Característiques del programa | Espectadors | Share |
| ---------- | ----------------------------- | ----------- | ----- |
| 03/02/2010 | Presentació i entrada         | 3.665.000   | 24,5% |

## Gran Hermano 12 (2010-2011)
- 17 d'octubre de 2010 - Març de 2011

### Concursants
| Concursant        | Lloc de residència | Edat    | Professió                     | Duració         | Informació                           |
| ----------------- | ------------------ | ------- | ----------------------------- | --------------- | ------------------------------------ |
| Óscar Casado      | Granada            | 30 anys | Hostaleria                    | 11 dies         | 1a expulsió                          |
| Julio Granado     | Alacant            | 30 anys | Boxador                       | 18 dies         | Abandonament forçat                  |
| Flor Luján        | Madrid             | 26 anys | Cambrera                      | 18 dies         | Abandonament forçat                  |
| Mireia Carrillo   | Barcelona          | 32 anys | Directora de publicitat       | 18 dies         | 2a expulsió                          |
| Julia Valverde    | Mallorca           | 31 anys | Venedora ambulant             | 25 dies         | 3a expulsió                          |
| Eduardo Palomino  | Madrid             | 31 anys | Programador informatico       | 32 dies         | 4a expulsió                          |
| Joaquín Sanz      | Huelva             | 42 anys | Tècnic d'automoció            | 39 dies         | 5a expulsió                          |
| Pepa Beltrán      | Algesires          | 51 anys | Empresaria                    | 14 dies         | Entrada de substitució i 6a expulsió |
| Arturo García     | Biscaia            | 20 anys | Comercial de llibres          | 21 dies         | Entrada de substitució i 7a expulsió |
| Chari Lojo        | Cadis              | 27 anys | Monitora multidisciplinària   | 74 dies         | 10a expulsió                         |
| Anup Menda        | Las Palmas         | 34 anys | Empresari                     | 81 dies         | 11a expulsió                         |
| Jhota García      | Madrid             | 22 anys | Cantant de reggaeton          | 88 dies         | 12a expulsió                         |
| Patricia Hurtado  | Algesires          | 25 anys | Aturada                       | 95 dies         | 13a expulsió                         |
| Cathaysa Mogollón | Madrid             | 29 anys | Enginyera                     | 102 dies        | 14a expulsió                         |
| Terry Willis      | Tenerife           | 22 anys | Estudiant                     | 109 dies        | 15a expulsió                         |
| Rubén Estévez     | Cadis              | 25 anys | Estudiant d'empresarials      | 60 dies/28 dies | 8a expulsión /16a expulsió           |
| Lydia Navarro     | Mallorca           | 24 anys | Secretaria                    | 123 dies        | 17a expulsió                         |
| Dámaso Angulo     | Toledo             | 19 anys | Funerari, estudiant i cantant | 130 dies        | 18a expulsió                         |
| Marta López       | La Corunya         | 25 anys | Dependenta                    | 137 dies        | 19a expulsió                         |
| Marcelo Ciriaco   | Màlaga             | 20 anys | Estudiant d'història          | 144 dies        | 3r finalista                         |
| Yago Hermida      | Pontevedra         | 33 anys | Model                         | 67 dies/56 dies | 9a expulsión /2n finalista           |
| Laura Campos      | Madrid             | 26 anys | Operadora industrial          | 144 dies        | Guanyadora                           |

### Presentadors
Els presentadors de la dotzena edició seran:
- Mercedes Milà: la presentadora es posa al capdavant de les gales setmanals de nominacions i expulsions.
- Jordi González: el presentador català és l'encarregat de conduir el debat dominical.
- Lorena Castell: presenta els resums diaris emesos a LaSiete.

## Audiències de cada edició
Tenint en compte que hi ha sis cadenes estatals, es considera que l'aprovat d'una audiència és passar del 19% de share. Si seguim aquest patró, es pot veure que de moment, totes les edicions de Gran Hermano a Espanya, superen l'aprovat. La primera edició en ser una novetat televisiva i per aquesta raó ha estat fins al moment la que ha tingut una audiència més elevada, arribant a una audiència superior al 50% de share, que significa que de cada dues persones que veient la televisió estaven veient el programa.
Tenint en compte que hi ha sis cadenes estatals, es considera que l'aprovat d'una audiència és passar del 19% de share. Si seguim aquest patró, es pot veure que de moment, totes les edicions de Gran Hermano a Espanya, superen l'aprovat. La primera edició en ser una novetat televisiva i per aquesta raó ha estat fins al moment la que ha tingut una audiència més elevada, arribant a una audiència superior al 50% de share, que significa que de cada dues persones que veient la televisió estaven veient el programa.
En la segona edició va baixar una mica però va seguir sent un èxit. Més tard, en les dues edicions posteriors que van ser la tercera i quarta edició, l'audiència va estar en el 34% i 29%, respectivament, unes audiències bastant bones.
Gran Hermano 5 va preocupar una mica al pasar d'una audiència mitjana del 29,3% al 27,1%, però en la sisena edició va pujar més d'un 3% arribant al 30,1% de mitjana. La setena edició d'aquest famós programa es va mantenir en una excel·lent quota de pantalla tenint en compte que ja portavem set edicions i cap reality show s'havia mantingut amb unes xifres d'audiència tan bones. Gran Hermano 8 va baixar bastants punts respecte a la seva anterior edició, fins al 23,5%, però, així i tot, segueix per sobre de l'aprovat. Gran Hermano 10 (2008-2009) ha tingut un share situat al 9è lloc de les deu edicions.

## Reconeixements

### TP d'Or
| Any  | Categoria              | Resultat  |
| ---- | ---------------------- | --------- |
| 2009 | Millor reality         | Guanyador |
| 2008 | Millor reality         | Nominat   |
| 2007 | Millor reality         | Guanyador |
| 2006 | Millor reality         | Nominat   |
| 2005 | Millor concurs reality | Nominat   |
| 2004 | Millor concurs reality | Nominat   |
| 2003 | Millor concurs reality | Nominat   |

## Curiositats de les diferents edicions deGran Hermano

### Gran Hermano 1 (2000)
- Edició més curta: 90 dies.
- Primer concursant a entrar a la casa: Israel Pita.
- Nombre més baix de concursants inicials: 10.
- Nombre més alt d'abandonaments/substitucions: 4.
- Percentatge més baix d'expulsió: 28,52% (María José Galera).
- Primer pacte: 1a nominació.
- Primer expulsat: María José Galera.
- Primer abandonament voluntari: Silvia Casado.
- Primera substituta a abandonar voluntàriament: Mónica Ruiz.
- Primer guanyador: Ismael Beiro.
- Quota més alta de pantalla: 70,8%.

### Gran Hermano 2 (2001)
- Primer concursant expulsat per l'organització: Carlos Navarro.
- Primera guanyadora: Sabrina Mahí.

### Gran Hermano 3 (2002)
- Primer guanyador d'una prova individual: Raquel Morillas.
- Primer concursant d'intercanvi: Ness Barreiro - Eduardo Orozco (BB1 Mèxic).
- Primers concursants homosexuals: Raquel Morillas, Noemí Ungría i Elba Guallarte.
- Concursant més vegades consecutives nominat: Kiko Hernández (8 vegades).

### Gran Hermano 4 (2002-2003)
- Primera edició emesa en dos anys.
- Primer concursant estranger: Desirée Albertalli i Matías Fernández Monteverde.

### Gran Hermano 5 (2003-2004)
- Primera cinquena edició de GH en tot el món.
- Primer concursant musulmà: Luhay Hamido.
- Primera concursant negra: Carla Pinto.
- Primera edició sense abandonaments ni voluntaris ni forçosos i sense entrades de substitució.

### Gran Hermano 6 (2004)
- Primera sisena edició en tot el món.
- Primers concursants que entren coneixent-se: Salva Martí, Jani Pelegrín i Mercedes García.
- Primer concursant transsexual: Nicky Villanueva.
- Primer reserva a la final: Natacha Haitt, Conrad Chase.
- Concursant que ha abandonat el concurs abans: 2 hores (Mercedes García).
- Primer cap (patró) del concurs: Jonathan Pons.

### Gran Hermano 7 (2005-2006)
- Primera setena edició en el món.
- Primera falsa expulsió: Estrella Mata, Raquel Abad i Inma Contreras.
- Màxim percentatge extret pel guanyador: 87,2% (Pepe Herrero).
- Menor percentatge extret pel 3r Finalista: 3,6% (Raquel Abad).
- Guanyador més vegades consecutives nominat: Pepe Herrero (7 vegades).

### Gran Hermano 8 (2006)
- Primera vuitena edició en el món.
- Primera edició no dirigida per Roberto Ontiveros (El "Súper").
- Primer concursant erroni seleccionat a l'atzar: Romina.
- Primer concursant correcte seleccionat a l'atzar: Laura Sevillà.
- Amb l'entrada de M.A. Pulpillo es va arribar al concursant núm. 100 de GH.
- Amb la sortida de Marusky Perdomo es va arribar al concursant núm. 100 que surt de la casa de GH.
- Primera edició amb quatre finalistes.
- Primer concursant en emprar la nominació immediata: Javier Robles.
- Primera gran final íntegrament femenina.
- Primera guanyadora estrangera: Naiala Melo (Brasil).

### Gran Hermano 9 (2007)
- Primera novena edició del món.
- Primera vegada que es fa servir "el Bus de Gran Hermano" com a sistema per a escollir nous concursants.
- No hi ha quadra ni animals de granja, sinó una habitació d'aus exòtiques que poden parlar.
- Primera concursant transsexual: Amor Romeira.
- Concursant de menor edat: Amor, 18 anys.
- Primera repesca: Amor.
- Primera repescada en abandonar: Amor.
- Primeres noies d'or: Lucy Gómez i Aramoga Bravo.
- Primera concursant expulsada pels seus companys: Aramoga.
- Primers concursants no seleccionats: Aramoga i Agustín.
- Primeres bessones: Pamela Los Santos i Conchi Los Santos.
- Segon porcentatge més alt d'expulsió: Ángela Linares 92,69%.
- Primera concursant cega: Ángela Linares.
- Primeres germanes de pare desconegudes entre si: Maite i Rebeca.
- Primers concursants a entrar a la casa sense fer el càsting: Maite i Oliver Pérez.
- Primer concursant expulsat en nominar: Melania Querol.
- Primer concursant d'un estat africà: Andalla Mdengue.

### Gran Hermano 10 (2008-2009)
- Primera desena edició del món.
- Concursant de major edat: Mirentxu (69 anys).
- Primera concursant oriental (China): Jie Li.
- Primer matrimoni que concursa a Gran Hermano: Gema i Carlos F.
- Concursant de menor alçada (129 cm): Almudena.
- Primera concursant llatinoamericana (República Dominicana): Lizfanny.
- Primera edició en la qual l'audiència escull els concursants.
- Major nombre de nominats: 14 (Almudena, Ana, Carlos H., Eva, Germán, Gisela, Iván, Javier, Jie Li, Julio, Loli, Mirentxu, Orlando i Raquel).
- Expulsat amb menor duració a la casa: Germán Ramírez (2 dies).
- Primera edició en què es fa servir un Gran Hermano paral·lel.
- Primer concursant en ser expulsat sense haber participat en cap ronda de nominacions: Germán.
- Primeres concursants reserves que entren sense fer substitucions: Estefanía i Lizfanny.
- Primera concursant repescada expulsada per l'organització del programa: Ana.
- Guanyador més vegades nominat: Iván (8).

### Gran Hermano 11 (2009-2010)
- Primera onzena edició del món.
- Primer matrimoni homosexual que concursa a Gran Hermano: Laura i Ángela.
- Primer concursant minusvàlid: Iván Toscano.
- Major nombre de concursants inicials: 17.
- Primera edició en la qual concursen una mare i una filla: Pilar i Saray.
- Primera edició en la qual s'inclou una casa per a espiar als concursants.
- Major nombre d'abandonaments forçats: 3 (Indhira, Gonzalo i Ángela).
- Major nombre de concursants expulsats en una mateixa gal·la: 3 (Gonzalo, Ángela i Pilar).
- Major nombre d'eixides de la casa en una mateixa nit: 4 (Gonzalo, Ángela, Pilar i Lis).
- Primeres nominacions disciplinàries (2): Siscu i Pilar.
- Major nombre de concursants: 20.
- Porcentatge més alt d'expulsió: Nagore Robles (95%).
- Major nombre de concursants repescats: 3 (Pilar, Siscu i Carol).
- Primera dona expulsada disciplinàriament: Indhira.
- Primera edició amb més d'un expulsat disciplinàriament: Indhira i Gonzalo.
- Edició més llarga: 144 dies.
- Durada més llarga sense estar nominada: Saray (144 dies).
- Concursants que han estat més temps a la casa: Saray i Ángel (144 dies).
- Expulsada la qual portava més temps a la casa: Tatiana (131 dies).
- Primera concursant repescada i després expulsada per l'audiència: Carol.
- Primer concursant expulsat dues vegades per l'audiència: Siscu.
- Concursant més vegades consecutives nominat: Gerardo (8).
- Concursant més vegades nominat: Gerardo (9).
- Quota de pantalla més baixa de la història: 18,7%.
- Nombre més gran de concursantes expulsats: 16.
- Nombre més gran de nominacions: 15.
- Primera concursant en arribar a la final sense estar nominada: Saray.
- Audiència més baixa d'una gal·la de totes les edicions: 2.567.000 espectadors.
- Primera concursant repescada en arribar a la final: Pilar.
- Primeres mare i filla en arribar a la final: Pilar i Saray.
- Finalista de més edat: Pilar.
- Finalista amb menys vots per guanyar: Pilar (1,9%).

### Gran Hermano: El Reencuentro (2010)
- Primera edició en la qual participen exconcursants.
- Primera edició en la qual es concursa per parelles.
- Primera edició en la qual no hi ha nominacions per part dels concursants.
- Primera edició en la qual el públic vota gratuïtament per Internet a la seva parella favorita per fer-la immune a l'expulsió.
- Primera edició en la qual els mateixos concursants eliminen els seus companys.
- Nombre de concursants inicials: 12.
- Primer abandonament voluntari: Désirée Albertalli i Nacho Utrera.
- Primers concursants nominats pel públic: Ainhoa Pareja i Nicola di Matteo; Noemí Ungría i Raquel Morillas.
- Primera expulsió: Noemí Ungría i Raquel Morillas.
- Primers concursants reserves: Beatriz Gómez i Inma, Pepe i Raquel López.
- Primer concursant expulsat disciplinàriament: Arturo Requejo.
- Nombre d'expulsions disciplinàries: 2 (Arturo i Beatriz González).
- Nombre d'abandonaments: 6 (Désirée, Nacho, Indhira, Melania, Piero i María José).
- Menor durada en el concurs: Cristal (1 hora).
- Nombre de concursants: 28.
- Primera doble expulsió: Almudena i Ana, Gema i Orlando.
- Primers concursants finalistes: Jordi i Silvia; Ainhoa i Nicola; Pepe i Raquel López.
- Primers concursants reserves a la final: Jordi i Silvia; Pepe i Raquel López.
- Major durada en el concurs: Ainhoa i Nicola (55 dies).